# Seznam državniških obiskov Boruta Pahorja
Seznam uradnih srečanj, ki jih je opravil ali gostil Borut Pahor v vlogi predsednika Republike Slovenije. 

## Uradni, delovni in drugi obiski v tujini
Prvi mandat: 79 obiskov (vseh srečanj: 246)
| Datum                                                              | Država/organizacija                                                         | Kraj                                                                      | Gostitelji in ostali državniki | Opombe | Vir                             |
| ------------------------------------------------------------------ | --------------------------------------------------------------------------- | ------------------------------------------------------------------------- | --- | --- | ------------------------------- |
| 1. PREDSEDNIŠKI MANDAT (od 23. december 2012 do 22. decembra 2017) |                                                                             |                                                                           | | |                                 |
| (19; vseh srečanj: 69)                                             |                                                                             |                                                                           | | |                                 |
| 8. in 9. januar 2013                                               | Belgija Evropska unija                                                      | Bruselj                                                                   | Herman van Rompuy, predsednik Evropskega sveta Martin Schulz, predsednik Evropskega parlamenta Jose Manuel Barroso, predsednik Evropske komisije Catherine Ashton, visoka predstavnice Unije za zunanje zadeve in varnostno politiko | | [ 1 ] [ 2 ]                     |
| 6. februar 2013                                                    | Avstrija                                                                    | Dunaj                                                                     | Heinz Fischer, zvezni predsednik Werner Faymann, zvezni kanceler Barbara Prammer, predsednica Državnega sveta | | [ 3 ]                           |
| 2. marec 2013                                                      | Avstrija Evropska akademija znanosti in umetnosti                           |                                                                           | Felix Unger, predsednik akademije | Slavnostna skupščina Evropske akademije znanosti in umetnosti, predsednik Pahor imenovan za protektorja akademije | [ 4 ]                           |
| 2. marec 2013                                                      | Avstrija Evropska akademija znanosti in umetnosti                           | Bilateralno srečanje ob robu: Republika Hrvaška Ivo Josipović, predsednik | | Slavnostna skupščina Evropske akademije znanosti in umetnosti, predsednik Pahor imenovan za protektorja akademije | [ 4 ]                           |
| 6.–8. marec 2013                                                   | Japonska                                                                    |                                                                           | Njegovo veličanstvo cesar Akihito, japonski cesar Šinzo Abe, predsednik vlade Keiji Yamada, guverner Kyota Kadokawa Daisak, župan Kyota | | [ 5 ] [ 6 ] [ 7 ]               |
| 18. marec 2013                                                     | Italijanska republika                                                       | Rim                                                                       | Giorgio Napolitano, predsednik | | [ 8 ]                           |
| 19. marec 2013                                                     | Sveti sedež                                                                 | Vatikan                                                                   | Njegova svetost Papež Frančišek | Inavguracija njegove svetosti Papeža Frančiška | [ 9 ]                           |
| 19. marec 2013                                                     | Sveti sedež                                                                 | Vatikan                                                                   | Bilateralna srečanja ob robu: Kanada David Johnston, generalni guverner Zvezna republika Brazilija Dilma Rousseff, predsednica Sveti sedež, Kraljevina Španija kardinal Santos Abril y Castelló Ostala krajša srečanja ob robu: Združene države Amerike Joe Biden, podpredsednik Evropska unija Herman van Rompuy, predsednik Evropskega sveta Jose Manuel Barroso, predsednik Evropske komisije Martin Schulz, predsednik Evropskega parlamenta Zvezna republika Avstrija Heinz Fischer, zvezni predsednik Werner Faymann, zvezni kanceler Zvezna republika Nemčija Angela Merkel, zvezna kanclerka Republika Kosovo Hashim Thaçi, predsednik vlade Veliko vojvodstvo Luksemburg Jean-Claude Juncker, predsendik vlade Republika Hrvaška Ivo Josipović, predsednik Republika Srbija Tomislav Nikolić, predsednik Sveti sedež, Slovenija kardinal Franc Rode | Inavguracija njegove svetosti Papeža Frančiška | [ 9 ]                           |
| 17. in 18. april 2013                                              | Francoska republika                                                         | Pariz                                                                     | François Hollande, predsednik | | [ 10 ]                          |
| 25. april 2013                                                     | Zvezna republika Nemčija                                                    | Berlin                                                                    | Joachim Gauck, zvezni predsednik Angela Merkel, zvezna kanclerka | | [ 11 ] [ 12 ]                   |
| 8. in 9. maj 2013                                                  | Republika Hrvaška                                                           | Zagreb                                                                    | Ivo Josipović, predsednik Zoran Milanović, predsednik vlade | | [ 13 ] [ 14 ]                   |
| 10. in 11. junij 2013                                              | Francoska republika Svet Evrope Evropska unija                              | Strassbourg                                                               | Thorbjørn Jagland, generalni sekretar Sveta Evrope Dean Spielmann, predsednik Evropskega sodišča za človekove pravice Martin Schulz, predsednik Evropskega parlamenta | Obisk ob 20. obletnici članstva Republike Slovenije v Svetu Evrope. Slavnostni nagovor na plenarnem zasedanju Evropskega parlamenta. Srečanje s slovenskimi evropskimi poslanci. | [ 15 ] [ 16 ]                   |
| 12. in 13. junij 2013                                              | Slovaška republika                                                          | Bratislava                                                                | Ivan Gašparovič, predsednik | 18. vrh predsednikov držav srednje Evrope | [ 17 ] [ 18 ]                   |
| 12. in 13. junij 2013                                              | Slovaška republika                                                          | Bratislava                                                                | Bilateralna srečanja ob robu: Češka republika Miloš Zeman, predsednik Črna gora Filip Vujanović, predsednik Republika Poljska Bronisław Komorowski, predsednik Bosna in Hercegovina Nebojša Radmanović, predsednik predsedstva Ostala krajša srečanja ob robu: Zvezna republika Avstrija Heinz Fischer, zvezni predsednik Republika Makedonija Gorge Ivanov, predsednik Republika Srbija Tomislav Nikolić, predsednik Republika Moldavija Nicolae Timofti, predsednik Republika Bolgarija Rosen Plevneliev, predsednik | 18. vrh predsednikov držav srednje Evrope | [ 17 ] [ 18 ]                   |
| 30. junij in 1. julij 2013                                         | Republika Hrvaška                                                           | Zagreb                                                                    | Ivo Josipović, predsednik | Slovesnost ob vstopu Republike Hrvaške v EU. 1. julija neformalni zajtrk z voditelji držav regije, ki ga gosti predsednik Hrvaške Ivo Josipović. | [ 19 ] [ 20 ]                   |
| 16. in 17. julij 2013                                              | Republika Makedonija                                                        | Sarajevo                                                                  | Gorge Ivanov, predsednik Trajko Veljanovski, predsednik Sobranja Nikola Gruevski, predsednik vlade | | [ 21 ] [ 22 ]                   |
| 20. julij 2013                                                     | Kneževina Monako                                                            | Monako                                                                    | Njegova knežja visokost Albert II, monaški princ Michel Roger, predsednik vlade Jean Castellini, minister za gospodarstvo in finance | | [ 23 ]                          |
| 31. julij 2013                                                     | Republika Hrvaška                                                           | Dvorec Trakoščani                                                         | Jadranka Kosor, nekdanja predsednica vlade | Odkritje spominske plošče o začetku pogovorov, ki so vodili do sklenitve Arbitražnega sporazuma med Slovenijo in Hrvaško. | [ 24 ]                          |
| 10. in 11. september 2013                                          | Republika Kosovo NATO Evropska unija                                        | Priština                                                                  | Atifete Jahjaga, predsednica Republike Kosovo Jakup Krasniqi, predsednik Skupščine Republike Kosovo Hashim Thaçi, predsednik vlade Republike Kosovo generalmajor Salvatore Farina, poveljnik KFOR polkovnik Pierpaolo Giacomini Tiveron, poveljnik MNBG Samuel Žbogar, visoki predstavnik EU na Kosovu | Predsednik Pahor je obiskal slovenske vojake na Kosovu in se srečal z visokimi predstavniki Kosova, operacij KFOR in MNBG in misije EU na Kosovu. | [ 25 ] [ 26 ]                   |
| 24. - 26. september 2013                                           | Združene države Amerike Organizacija združenih narodov                      | New York                                                                  | Barack Obama, predsednik ZDA John W. Ashe, predsednik Generalne skupščine OZN Ban Ki-Moon, generalni sekretar OZN | Predsednik Pahor se je udeležil sprejema za vodje delegacij pri predsedniku ZDA in zajtrka, ki ga je gostil generalni sekretar OZN. Bilateralna srečanja je imel predsednik tudi z generalnim sekretarjem OZN in predsednikom Generalne skupščine OZN. 26. septembra je predsednik med splošno razpravo nagovoril Generalno skupščino OZN. | [ 27 ] [ 28 ] [ 29 ] [ 30 ]     |
| 24. - 26. september 2013                                           | Združene države Amerike Organizacija združenih narodov                      | New York                                                                  | Bilateralna srečanja ob robu: Libija Nouri Ali Abusahmain, predsednik Republika Čile Sebastian Pińera Echeńique, predsednik Republika Turčija Abdullah Gül, predsednik | Predsednik Pahor se je udeležil sprejema za vodje delegacij pri predsedniku ZDA in zajtrka, ki ga je gostil generalni sekretar OZN. Bilateralna srečanja je imel predsednik tudi z generalnim sekretarjem OZN in predsednikom Generalne skupščine OZN. 26. septembra je predsednik med splošno razpravo nagovoril Generalno skupščino OZN. | [ 27 ] [ 28 ] [ 29 ] [ 30 ]     |
| 6. december 2013                                                   | Italijanska republika Avtonomna dežela Furlanija - Julijska krajina         | Gorica                                                                    | Debora Serracchiani, predsednica dežele | | [ 31 ]                          |
| 10. december 2013                                                  | Republika Južna Afrika                                                      | Johannesburg                                                              | / | Žalna slovesnost za pokojnim nekdanjim predsednikom Republike Južne Afrike Nelsonom Mandelo. |                                 |
| (13; vseh srečanj: 47)                                             |                                                                             |                                                                           | | |                                 |
| 15. in 16. januar 2014                                             | Republika Turčija                                                           | Ankara                                                                    | Abdullah Gül, predsednik Recep Tayyip Erdoğan, predsednik vlade Ali Babacan, podpredsednik vlade | | [ 32 ] [ 33 ]                   |
| 17. marec 2014                                                     | Zvezna republika Avstrija                                                   | Dunaj                                                                     | Heinz Fischer, zvezni predsednik | Trilateralno srečanje slovenskega, avstrijskega in hrvaškega predsednika. | [ 34 ]                          |
| 2. april 2014                                                      | Kraljevina Belgija Evropska unija                                           | Bruselj                                                                   | Jose Manuel Barroso, predsednik Evropske komisije Herman van Rompuy, predsednik Evropskega sveta | IV. Vrh EU-Afrika | [ 35 ]                          |
| 2. april 2014                                                      | Kraljevina Belgija Evropska unija                                           | Bruselj                                                                   | Bilateralna srečanja ob robu: Republika Tunizija Moncef Marzouki, predsednik Francoska republika François Hollande, predsednik | IV. Vrh EU-Afrika | [ 35 ]                          |
| 6. maj 2014                                                        | Italijanska republika                                                       | Rim                                                                       | Giorgio Napolitano, predsednik Laura Boldrini, predsednica Poslanske zbornice Ignazio Marino, župan Rima | državniški obisk | [ 36 ]                          |
| 29. in 30. maj 2014                                                | Republika Srbija                                                            | Beograd                                                                   | Tomislav Nikolić, predsednik Maja Gojković, predsednica Narodne skupščine Aleksandar Vučić, predsednik vlade Ivica Dačić, prvi podpredsednik vlade in minister za zunanje zadeve | | [ 37 ] [ 38 ] [ 39 ]            |
| 3. in 4. junij 2014                                                | Bosna in Hercegovina                                                        | Sarajevo                                                                  | Bakir Izetbegović, predsednik predsedstva Nebojša Radmanović, član predsedstva Željko Komšić, član predsedstva Vjekoslav Bevanda, predsednik Sveta ministrov | | [ 40 ] [ 41 ] [ 42 ]            |
| 7. junij 2014                                                      | Ukrajina                                                                    | Kiev                                                                      | Petro Porošenko, predsednik | Inavguracija novoizvoljenega predsednika. | [ 43 ] [ 44 ]                   |
| 7. junij 2014                                                      | Ukrajina                                                                    | Kiev                                                                      | Ostala krajša srečanja ob robu: Združene države Amerike Joe Biden, podpredsednik Zvezna republika Avstrija Heinz Fischer, zvezni predsednik Gruzija Giorgi Margvelašvili, predsednik Zvezna republika Nemčija Joachim Gauck, zvezni predsednik Švicarska konfederacija Didier Burkhalter, predsednik, zunanji minister predsedujoči OVSE Republika Albanija Bujar Nishani, predsednik Republika Makedonija Gorge Ivanov, predsednik | Inavguracija novoizvoljenega predsednika. | [ 43 ] [ 44 ]                   |
| 26. in 27. junij 2014                                              | Kraljevina Belgija Evropska unija                                           | Bruselj, Ypres                                                            | Herman van Rompuy, predsednik Evropskega sveta | Zasedanje Evropskega sveta, predsednik republike se je zavzel za sklic nove Konvencije o prihodnosti Evrope. | [ 45 ] [ 46 ]                   |
| 15. in 16. julij 2014                                              | Republika Hrvaška                                                           | Dubrovnik                                                                 | Borut Pahor, predsednik Ivo Josipović, predsednik Republike Hrvaške | Proces Brdo-Brijoni | [ 47 ] [ 48 ]                   |
| 22. in 23. julij 2014                                              | Turkmenistan                                                                | Aškabad, Turkmenbaši                                                      | Gurbanguly Berdimuhamedov, predsednik Rašid Meredov, nemstnik predsednika Kabineta ministrov in zunanji minister | | [ 49 ] [ 50 ]                   |
| 24. - 26. september 2014                                           | Združene države Amerike Organizacija združenih narodov                      | New York                                                                  | Barack Obama, predsednik ZDA John W. Ashe, predsednik Generalne skupščine OZN Ban Ki-Moon, generalni sekretar OZN | Predsednik Pahor se je udeležil sprejema za vodje delegacij pri predsedniku ZDA in sprejema, ki ga je gostil predsednik Južne Afrike. Bilateralna srečanja je imel predsednik tudi z generalnim sekretarjem OZN. Predsednik Pahor je nastopil na vrhu posvečenem podnebnim spremembam, ki ga je organiziral generalni sekretar OZN. 26. septembra je predsednik med splošno razpravo nagovoril Generalno skupščino OZN. | [ 51 ] [ 52 ] [ 53 ]            |
| 24. - 26. september 2014                                           | Združene države Amerike Organizacija združenih narodov                      | New York                                                                  | Bilateralna srečanja ob robu: Republika Južna Afrika Jacob Zuma, predsednik Ukrajina Pavel Klimkin, zunanji minister Zvezna republika Nigerija Goodluck Jonathan, predsednik Republika Kostarika Luis Guillermo Solís, predsednik Republika Turčija Recep Tayyip Erdoğan, predsednik Republika Hrvaška Ivo Josipović, predsednik Republika Srbija Tomislav Nikolić, predsednik Arabska republika Egipt Abdel Fattah el-Sisi, predsednik Islamska republika Iran Hasan Rohani, predsednik Republika Poljska Bronisław Komorowski, predsednik | Predsednik Pahor se je udeležil sprejema za vodje delegacij pri predsedniku ZDA in sprejema, ki ga je gostil predsednik Južne Afrike. Bilateralna srečanja je imel predsednik tudi z generalnim sekretarjem OZN. Predsednik Pahor je nastopil na vrhu posvečenem podnebnim spremembam, ki ga je organiziral generalni sekretar OZN. 26. septembra je predsednik med splošno razpravo nagovoril Generalno skupščino OZN. | [ 51 ] [ 52 ] [ 53 ]            |
| 30. september in 1. oktober 2014                                   | Republika Irska                                                             | Dublin                                                                    | Michael D. Higgins, predsednik Enda Kenny, predsednik vlade Patrick Honohan, guverner centralne banke | | [ 54 ] [ 55 ]                   |
| 11. in 12. december 2014                                           | Češka republika                                                             | Praga                                                                     | Miloš Zeman, predsednik | Vrh držav višegrajske skupine, Slovenije in Avstrije. | [ 56 ] [ 57 ]                   |
| 11. in 12. december 2014                                           | Češka republika                                                             | Praga                                                                     | Bilateralno srečanja ob robu: Zvezna republika Avstrija Heinz Fischer, zvezni predsednik | Vrh držav višegrajske skupine, Slovenije in Avstrije. | [ 56 ] [ 57 ]                   |
| (16; vseh srečanj: 42)                                             |                                                                             |                                                                           | | |                                 |
| 15.–17. januar 2015                                                | Država Katar                                                                | Doha                                                                      | Njegova visokost emir šejk Tamim bin Hamad bin Khalifa Al Thani | | [ 58 ] [ 59 ] [ 60 ]            |
| 15.–17. januar 2015                                                | Država Katar                                                                | Doha                                                                      | Bilateralno srečanja ob robu: Republika Makedonija Gorge Ivanov, predsednik | | [ 58 ] [ 59 ] [ 60 ]            |
| 6.–8. februar 2015                                                 | Zvezna republika Nemčija                                                    | München                                                                   | veleposlanik Wolfgang Ischinger, presedujoči Münchenski varnostni konferenci | 51. Münchenska varnostna konferenca Predsednik Pahor je sodeloval na panelu "Po Ukrajini – nerešeni konflikti v Evropi". | [ 61 ] [ 62 ]                   |
| 6.–8. februar 2015                                                 | Zvezna republika Nemčija                                                    | München                                                                   | Bilateralna srečanja ob robu: NATO Jens Stoltenberg, geenralni sekretar Republika Estonija Toomas Hendrik Ilves, predsednik Ruska federacija Sergej Lavrov, minister za zunanje zadeve Ukrajina Petro Porošenko, predsednik Islamska republika Iran Mohammad Javad Zarif, zunanji minister Ostala krajša srečanja ob robu: Zvezna republika Nemčija Angela Merkel, zvezna kanclerka Zvezna dežela Bavarska Horst Seehofer, predsednik deželne vlade Republika Turčija Abdullah Gül, nekdanji predsednik Združene države Amerike Joe Biden, podpredsednik John McCain, zvezni senator Madeleine Albright, nekdanja državna sekretarka Arabska republika Egipt Sameh Hasan Šukri, zunanji minister | 51. Münchenska varnostna konferenca Predsednik Pahor je sodeloval na panelu "Po Ukrajini – nerešeni konflikti v Evropi". | [ 61 ] [ 62 ]                   |
| 15. februar 2015                                                   | Republika Hrvaška                                                           | Zagreb                                                                    | Kolinda Grabar-Kitarović, predsednica | Inavguracija novoizvoljene predsednice. | [ 63 ]                          |
| 22. maj 2015                                                       | Republika Hrvaška                                                           | Lovran                                                                    | Kolinda Grabar-Kitarović, predsednica | neformalno srečanje | [ 64 ]                          |
| 3. junij 2015                                                      | Republika Srbija                                                            | Beograd                                                                   | Tomislav Nikolić, predsednik Republike Srbije | | [ 65 ]                          |
| 8. junij 2015                                                      | Črna gora                                                                   | Budva                                                                     | Borut Pahor, predsednik Kolinda Grabar-Kitarović, predsednica | Proces Brdo-Brijoni, gost avstrijski zvezni predsednik Fischer. | [ 66 ]                          |
| 16. junij 2015                                                     | Zvezna republika Nemčija Zvezna dežela Baden-Württemberg                    | Stuttgart                                                                 | Winfried Kretschmann, predsednik deželne vlade | | [ 67 ]                          |
| 17. junij 2015                                                     | Zvezna republika Nemčija Zvezna dežela Bavarska                             | München                                                                   | Horst Seehofer, predsednik deželne vlade Dieter Reiter, župan Münchna | | [ 68 ]                          |
| 30. avgust 2015                                                    | Zvezna republika Avstrija                                                   | Alpbach                                                                   | Heinz Fischer, zvezni predsednik | Udeležba na Evropskem forumu Alpbach. Trilateralno srečanje predsednikov Avstrije, Slovenije in Hrvaške. | [ 69 ]                          |
| 3. in 4. september 2015                                            | Madžarska                                                                   | Budimpešta                                                                | János Áder, predsednik Viktor Orban, predsednik vlade | | [ 70 ] [ 71 ]                   |
| 21. in 22. september 2015                                          | Zvezna republika Nemčija                                                    | Wartburg                                                                  | Joachim Gauck, zvezni predsednik | Vrh voditeljev 10 evropskih držav na temo begunske krize. | [ 72 ]                          |
| 21. in 22. september 2015                                          | Zvezna republika Nemčija                                                    | Wartburg                                                                  | Bilateralna srečanja ob robu: Republika Poljska Andrzej Duda, predsednik Zvezna republika Avstrija Heinz Fischer, zvezni predsednik Italijanska republika Sergio Mattarella, predsednik | Vrh voditeljev 10 evropskih držav na temo begunske krize. | [ 72 ]                          |
| 16. oktober 2015                                                   | Italijanska republika Svetovna organizacija za prehrano in kmetijstvo (FAO) | Milano                                                                    | José Graziano da Silva, generalni direktor FAO | Otvoritvena slovesnosti ob 35. obletnici svetovnega dne hrane in 70. obletnici Svetovne organizacije za prehrano in kmetijstvo. Predsednik se je slovesnosti udeležil z generalnim sekretarjem OZN Ban KI-Moonom, predsednikom Italijanske republike Sergiom Mattarellao, špansko kraljico Letizio in generalnim direktorjem organizacije. Z generalnim direktorjem je imel predsednik tudi dvostransko srečanje. | [ 73 ]                          |
| 16. oktober 2015                                                   | Italijanska republika Svetovna organizacija za prehrano in kmetijstvo (FAO) | Milano                                                                    | Bilateralna srečanja ob robu: Italijanska republika Sergio Mattarella, predsednik Organizacija združenih narodov Ban Ki-Moon, generalni sekretar OZN | Otvoritvena slovesnosti ob 35. obletnici svetovnega dne hrane in 70. obletnici Svetovne organizacije za prehrano in kmetijstvo. Predsednik se je slovesnosti udeležil z generalnim sekretarjem OZN Ban KI-Moonom, predsednikom Italijanske republike Sergiom Mattarellao, špansko kraljico Letizio in generalnim direktorjem organizacije. Z generalnim direktorjem je imel predsednik tudi dvostransko srečanje. | [ 73 ]                          |
| 20. in 21. oktober 2015                                            | Kraljevina Belgija Evropska unija                                           | Bruselj                                                                   | Njegovo veličanstvo kralj Filip, belgijski kralj Donald Tusk, predsednik Evropskega sveta Martin Schulz, predsednik Evropskega parlamenta Jean-Claude Juncker, predsednik Evropske komisije Frans Timmermans, prvi podpredsednik Evropske komisije Dimitris Avramopulos, evropski komisar za migracije Xavier Bettel, predsednik vlade | Predsednik se je udeležil tudi večerje, ki sta jo gostila belgijski kralj in luksemburški predsednik vlade. | [ 74 ] [ 75 ]                   |
| 20. in 21. oktober 2015                                            | Kraljevina Belgija Evropska unija                                           | Bruselj                                                                   | Bilateralna srečanja ob robu: Republika Estonija Toomas Hendrik Ilves, predsednik | Predsednik se je udeležil tudi večerje, ki sta jo gostila belgijski kralj in luksemburški predsednik vlade. | [ 74 ] [ 75 ]                   |
| 12. november 2015                                                  | Republika Hrvaška                                                           | Zagreb                                                                    | Kolinda Grabar-Kitarović, predsednica | | [ 76 ]                          |
| 14. november 2015                                                  | Ukrajina                                                                    | Lviv                                                                      | Petro Porošenko, predsednik | | [ 77 ]                          |
| 25. november 2015                                                  | Republika Hrvaška                                                           | Zagreb                                                                    | Borut Pahor, predsednik Kolinda Grabar-Kitarović, predsednica | Proces Brdo-Brijoni. Gosti so bili ameriški podpredsednik Joe Biden, Avstrijski predsednik Heinz Fischer in predsednik Evropskega sveta Donald Tusk. | [ 78 ] [ 79 ] [ 80 ]            |
| (17; vseh srečanj: 56)                                             |                                                                             |                                                                           | | |                                 |
| 12. in 13. februar 2016                                            | Zvezna republika Nemčija                                                    | München                                                                   | veleposlanik Wolfgang Ischinger, presedujoči Münchenski varnostni konferenci | 52. Münchenska varnostna konferenca | [ 81 ] [ 82 ]                   |
| 12. in 13. februar 2016                                            | Zvezna republika Nemčija                                                    | München                                                                   | Bilateralna srečanja ob robu: Islamska republika Iran Mohammad Javad Zarif, zunanji minister Republika Makedonija Gorge Ivanov, predsednik Združene države Amerike Victoria Nuland, pomočnica državnega sekretarja za evropske in evrazijske zadeve Evropska unija Federica Mogherini, visoka predstavnica Unije za skupno zunanjo in varnostno politiko Ruska federacija Dimitrij Medvedjev, predsednik vlade Republika Hrvaška Kolinda Grabar-Kitarović, predsednica Bosna in Hercegovina Denis Zvizdić, predsednik vlade Gruzija Giorgi Kvirikashvili, predsednik vlade | 52. Münchenska varnostna konferenca | [ 81 ] [ 82 ]                   |
| 18. in 19. februar 2016                                            | Češka republika                                                             | Praga                                                                     | Miloš Zeman, predsednik Milan Štěch, predsednik Senata Jan Hamáček, predsednik Poslanske zbornice Pavel Bĕlobrádek, podpredsednik vlade Adriana Krnáčova, županja Prage | državniški obisk | [ 83 ] [ 84 ]                   |
| 18. marec 2016                                                     | Republika Hrvaška                                                           | Varaždin                                                                  | Kolinda Grabar-Kitarović, predsednica | Trilateralno srečanje predsednikov Avstrije, Slovenije in Hrvaške. | [ 85 ]                          |
| 13. in 14. april 2016                                              | Republika Makedonija                                                        | Skopje, Gevgelija                                                         | Gorge Ivanov, predsednik | | [ 86 ] [ 87 ]                   |
| 22. april 2016                                                     | Republika Poljska                                                           | Varšava                                                                   | Andrzej Duda, predsednik Stanislaw Karczewski, predsednik Senata | | [ 88 ]                          |
| 6. maj 2016                                                        | Črna gora                                                                   | Budva                                                                     | Filip Vujanović, predsednik Črne gore | VI. forum "To Be Secure Forum (2BS Forum)" | [ 89 ]                          |
| 29. maj 2016                                                       | Bosna in Hercegovina                                                        | Sarajevo                                                                  | Bakir Izetbegović, predsednik predsedstva | Proces Brdo-Brijoni Gosta sta bila predsednik Albanije in predsednik Italijanske republike. | [ 90 ]                          |
| 25. in 26. avgust 2016                                             | Republika Hrvaška                                                           | Dubrovnik                                                                 | Kolinda Grabar-Kitarović, predsednica | Dubrovnik Forum 2016 "Krepitev Evrope: povezovanje Severa in Juga" S hrvaško predsednice se je predsednik Pahor sestal tudi na dvostranskem srečanju. | [ 91 ]                          |
| 25. in 26. avgust 2016                                             | Republika Hrvaška                                                           | Dubrovnik                                                                 | Bilateralna srečanja ob robu: Republika Poljska Andrzej Duda, predsednik | Dubrovnik Forum 2016 "Krepitev Evrope: povezovanje Severa in Juga" S hrvaško predsednice se je predsednik Pahor sestal tudi na dvostranskem srečanju. | [ 91 ]                          |
| 14. in 15. september 2016                                          | Republika Bolgarija                                                         | Sofija                                                                    | Rosen Plevneliev, predsednik | Vrh voditeljev 10 evropskih držav | [ 92 ] [ 93 ]                   |
| 14. in 15. september 2016                                          | Republika Bolgarija                                                         | Sofija                                                                    | Bilateralna srečanja ob robu: Zvezna republika Nemčija Joachim Gauck, zvezni predsednik | Vrh voditeljev 10 evropskih držav | [ 92 ] [ 93 ]                   |
| 19. - 22. september 2016                                           | Združene države Amerike Organizacija združenih narodov                      | New York                                                                  | Barack Obama, predsednik ZDA Peter Thomson, predsedujoči generalni skupščini Ban Ki-Moon, generalni sekretar OZN | Predsednik je sodeloval na Visokem zasedanju Generalne skupščine OZN o odzivu na velike premike beguncev in migrantov. Drugi dan je nagovoril generalno skupščino OZN. Predsednik je imel tudi dvostransko srečanje z generalnim sekretarjem in predsedujočim Generalni skupščini. Predsednik se je udeležil sprejemov za vodje delegacij pri generalnem sekretarju OZN, predsedniku Evropskega sveta in predsedniku ZDA. | [ 94 ] [ 95 ] [ 96 ]            |
| 19. - 22. september 2016                                           | Združene države Amerike Organizacija združenih narodov                      | New York                                                                  | Bilateralna srečanja ob robu: Slovaška republika Andrej Kiska, predsednik Organizacija za ekonomsko sodelovanje in razvoj (OECD) Angel Gurria, generalni sekretar Ukrajina Petro Porošenko, predsednik NATO Jens Stoltenberg, generalni sekretar Evropska unija Donald Tusk, predsednik Evropskega sveta Johannes Hahn, evropski komisar za sosedsko politiko in širitvena pogajanja Republika Panama Juan Carlos Varela, predsednik Islamska republika Iran Hasan Rohani, predsednik Republika Turčija Recep Tayyip Erdoğan, predsednik Bosna in Hercegovina Bakir Izetbegović, predsednik predsedstva | Predsednik je sodeloval na Visokem zasedanju Generalne skupščine OZN o odzivu na velike premike beguncev in migrantov. Drugi dan je nagovoril generalno skupščino OZN. Predsednik je imel tudi dvostransko srečanje z generalnim sekretarjem in predsedujočim Generalni skupščini. Predsednik se je udeležil sprejemov za vodje delegacij pri generalnem sekretarju OZN, predsedniku Evropskega sveta in predsedniku ZDA. | [ 94 ] [ 95 ] [ 96 ]            |
| 17. oktober 2016                                                   | Sveti sedež                                                                 | Vatikan                                                                   | Njegova svetost Papež Frančišek Pietro Parolin, državni tajnik | | [ 97 ]                          |
| 20.–22. oktober 2016                                               | Argentinska republika                                                       | Buenos Aires                                                              | Mauricio Macri, predsednik Emilio Manzo, predsednik Poslanske zbornice | | [ 98 ] [ 99 ]                   |
| 26. oktober 2016                                                   | Italijanska republika                                                       | Doberdob                                                                  | Sergio Mattarella, predsednik | Slovesnost ob odkritju spomenika slovenskim vojakom, padlim na soškem bojišču v letih 1915-1917. | [ 100 ]                         |
| 22. in 23. november 2016                                           | Islamska republika Iran                                                     | Teheran                                                                   | Hasan Rohani, predsednik ajatola Khamenei, vrhovni voditelj ajatola Akbar Hashemi Rafsanjani, predsednik Kriznega sveta Ali Larijani, predsednik parlamenta | Predsendik Pahor je nenapovedano nagovoril Iranski parlament. Skupaj z ministrom Erjavcem je predsednik odprl novo veleposlaništvo RS v Teheranu. | [ 101 ] [ 102 ]                 |
| 4. december 2016                                                   | Hašemitska kraljevina Jordanija                                             | Aman                                                                      | Abdulah II ibn Al Hussein, jordanski kralj Faisal Akef El-Fayez, predsednik Senata Atef Yousif Tarawneh, predsednik Predstavniškega doma Hani Al Mulki, predsednik vlade | | [ 103 ]                         |
| 5. in 6. december 2016                                             | Arabska republika Egipt                                                     | Kairo                                                                     | Abdel Fattah El-Sisi, predsednik Sherif Ismail, predsednik vlade Ali Abdel Aal, predsednik parlamenta | | [ 104 ] [ 105 ]                 |
| 16. december 2016                                                  | Republika Turčija                                                           | Ankara                                                                    | Recep Tayyip Erdoğan, predsednik Binali Yıldırım, predsednik vlade İsmail Kahraman, predsednik Velike narodne skupščine | | [ 106 ] [ 107 ]                 |
| (14; vseh srečanj: 32)                                             |                                                                             |                                                                           | | |                                 |
| 10. januar 2017                                                    | Zvezna republika Avstrija                                                   | Dunaj                                                                     | Alexander Van der Bellen, zvezni predsednik Christian Kern, zvezni kancler | | [ 108 ]                         |
| 8. februar 2017                                                    | Zvezna republika Nemčija                                                    | Berlin                                                                    | Joachim Gauck, zvezni predsednik Angela Merkel, zvezna kanclerka | | [ 109 ]                         |
| 11. februar 2017                                                   | Ruska federacija                                                            | Moskva                                                                    | Vladimir Putin, predsednik | | [ 110 ]                         |
| 12. februar 2017                                                   | Ukrajina                                                                    | Kiev                                                                      | Petro Porošenko, predsednik | | [ 111 ]                         |
| 17. in 18. februar 2017                                            | Nemčija                                                                     | München                                                                   | veleposlanik Wolfgang Ischinger, presedujoči Münchenski varnostni konferenci | 53. Münchenska varnostna konferenca | [ 112 ] [ 113 ]                 |
| 17. in 18. februar 2017                                            | Nemčija                                                                     | München                                                                   | Bilateralna srečanja ob robu: Evropska unija Frans Timmermans, prvi podpredsednik Evropske komisije Republika Poljska Andrzej Duda, predsednik Islamska republika Iran Mohammad Javad Zarif, zunanji minister Republika Finska Sauli Niinstö, predsednik Zvezna dežela Bavarska Horst Seehofer, predsednik deželne vlade Republika Estonija Kersti Kaljulaid, predsednica Krajša srečanja ob robu: Združene države Amerike Mike Pence, podpredsednik John McCain, zvezni senator Amy Klobuchar, zvezna senatorka Črna gora Duško Marković, predsednik vlade | 53. Münchenska varnostna konferenca | [ 112 ] [ 113 ]                 |
| 21. februar 2017                                                   | Hrvaška                                                                     |                                                                           | Kolinda Grabar-Kitarović, predsednica | | [ 114 ]                         |
| 11. april 2017                                                     | Hrvaška                                                                     | Rt Kamenjak                                                               | Kolinda Grabar-Kitarović, predsednica | Skupna slovensko-hrvaška vojaška vaja | [ 115 ]                         |
| 13. maj 2017                                                       | Črna gora                                                                   | Budva                                                                     | Filip Vujanović, predsednik Črne gore | | [ 116 ]                         |
| 13. maj 2017                                                       | Črna gora                                                                   | Budva                                                                     | Bilateralno srečanje ob robu: Republika Hrvaška Kolinda Grabar-Kitarović, predsednica | | [ 116 ]                         |
| 23. maj 2017                                                       | Združene države Amerike Organizacija združenih narodov                      | New York                                                                  | António Guterres, generalni sekretar OZN Peter Thomson, predsedujoči generalni skupščini | | [ 117 ]                         |
| 12. in 13. junij 2017                                              | Litva                                                                       | Vilna                                                                     | Dalia Grybauskaitė, predsednica Saulius Skvernelis, predsednik vlade Viktoras Pranckietis, predsednik parlamenta | | [ 118 ] [ 119 ]                 |
| 23. junij 2017                                                     | Srbija                                                                      | Beograd                                                                   | Aleksandar Vučić, predsednik | Srečanje ob robu inavguracije novoizvoljenega predsednika Srbije | [ 120 ]                         |
| 27. junij 2017                                                     | Španija                                                                     | Madrid                                                                    | Filip VI., španski kralj Kraljica Letizia, španska kraljica | | [ 121 ]                         |
| 6. julij 2017                                                      | Poljska                                                                     | Varšava                                                                   | Andrzej Duda, predsednik Republike Poljske Kolinda Grabar-Kitarović, predsednica Republike Hrvaške | Pobuda treh morij | [ 122 ] [ 123 ]                 |
| 6. julij 2017                                                      | Poljska                                                                     | Varšava                                                                   | Kratko srečanje ob robu: Donald Trump, predsednik ZDA | Pobuda treh morij | [ 122 ] [ 123 ]                 |
| 18. julij 2017                                                     | Avstrija                                                                    | Salzburg                                                                  | Alexander Van der Bellen, zvezni predsednik | Trilateralno srečanje predsednikov Avstrije, Slovenije in Hrvaške. | [ 124 ]                         |
| 2. PREDSEDNIŠKI MANDAT (od 23. decembra 2017 do 22. decembra 2022) |                                                                             |                                                                           | | |                                 |
| 8. januar 2018                                                     | Evropska unija                                                              | Bruselj                                                                   | Donald Tusk, predsednik Evropskega sveta Jean-Claude Juncker, predsednik Evropske komisije | | [ 125 ]                         |
| 9. januar 2018                                                     | NATO                                                                        | Bruselj                                                                   | Jens Stoltenberg, generalni sekretar NATO Republika Bolgarija Ivan Naydenov, stalni predstavnik Republika Hrvaška Mario Nobilo, stalni predstavnik Črna gora Dragana Radulović, stalna predstavnica Republika Romunija Stelian Stoian, stalni predstavnik Helenska republika Spiros Lampridis, stalni predstavnik Republika Turčija Fatih Ceylan, stalni predstavnik Republika Srbija Miomir Udovički, stalni predstavnik Republika Makedonija Zoran Dabik, stalni predstavnik | Delovno kosilo z veleposlaniki balkanskih držav pri NATU | [ 126 ]                         |
| 24. februar 2018                                                   | Kosovo                                                                      | Priština                                                                  | Hashim Thaçi, predsednik | | [ 127 ] [ 128 ]                 |
| 19. in 20. februar 2018                                            | Južna Koreja                                                                | Seul                                                                      | Mun Dže In, predsednik Čung Sjekjun, predsednik parlamenta Park Džuseon, podpredsednik parlamenta Ban Ki-moon, nekdanji generalni sekretar OZN | Prvi uradni obisk slovenskega politika v Republiki Koreji. | [ 129 ] [ 130 ]                 |
| 12.–14. marec 2018                                                 | Nemčija                                                                     | Berlin München                                                            | Frank W. Steinmeier, predsednik Nemčije | Delovni obisk. | [ 131 ]                         |
| 26. marec 2018                                                     | Bolgarija                                                                   | Sofija                                                                    | Rumen Radev, predsednik Bolgarije Javor Notev, podpredsednik parlamenta Gemma Grozdanova, predsednica parlamentanrega odbora za zunanje zadeve | Uradni obisk v Republiki Bolgariji. | [ 132 ]                         |
| 25. in 26. april 2018                                              | Bosna in Hercegovina                                                        | Sarajevo                                                                  | Bakir Izetbegović, predsedujoči predsedstvu BiH Mladen Ivanić, član predsedstva Dragan Čović, član predsedstva | Govor na Sarajevskem poslovnem forumu | [ 133 ]                         |
| 27. april 2018                                                     | Makedonija                                                                  | Skopje                                                                    | Gjorgej Ivanov, predsednik Makedonije Kolinda Grabar-Kitarović, predsednica Hrvaške Aleksandar Vučić, predsednik Srbije Filip Vujanović, predsednik Črne gore Bakir Izetbegović, predsedujoči predsedstvu BiH Hashim Thaci, predsednik Kosova Ilir Meta, predsednik Albanije | Proces Brdo-Brioni | [ 134 ]                         |
| 11. maj 2018                                                       | Ukrajina                                                                    | Kijev                                                                     | Petro Porošenko, predsednik Ukrajine | Uradni obisk | [ 135 ]                         |
| 16. maj 2018                                                       | Hrvaška                                                                     |                                                                           | Kolinda Grabar-Kitarović, predsednica Hrvaške | Neformalna delovna večerja. | [ 136 ]                         |
| 23. maj 2018                                                       | Poljska                                                                     | Gorlice                                                                   | Andrzej Duda, predsednik Poljske | Odkritje spomenika Slovencem, ki so v Gorlicah padli med 1. svetovno vojno. | [ 137 ]                         |
| 29. in 30. maj 2018                                                | Italija                                                                     | Rim                                                                       | Sergio Mattarella, predsednik Italije Albert II., knez Monaka Jorge Faurie, minister za zunanje zadeve Argentine Tatjana Rojc, senatorka v italijanskem parlamentu | Udeležba večerje v čast Pedra Opeke, ki sta jo organizirala monaški knez Albert II. in predsednik Slovenije Borut Pahor. V imenu argentinskega predsednika se je je udeležil zunanji minister Jorge Faurie. | [ 138 ] [ 139 ]                 |
| 30. maj 2018                                                       | Vatikan                                                                     | Vatikan                                                                   | Frančišek, papež Albert II., knez Monaka | Sprejem na zasebni avdienci. Poleg predsednika Pahorja in kneza Alberta II., je papež sprejel tudi misijonarja Pedra Opeko. | [ 140 ]                         |
| 20. junij 2018                                                     | Švica OZN                                                                   | Ženeva                                                                    | Alain Berset, predsednik Švice Thomas Bach, predsednik Mednarodnega olimpijskega komiteja | Nagovor ob predsedovanju OZN, srečanje s predsednikom Švice ter MOK. | [ 141 ]                         |
| 28. junij 2018                                                     | Evropska unija                                                              | Bruselj                                                                   | Antonio Tajani, predsednik Evropskega parlamenta Manfed Weber, vodja skupine EPP v EP Janez Janša, predsednik SDS | Udeležba na odprtju sobe dr. Jožeta Pučnika v Evropskem parlamentu v Bruslju. | [ 142 ]                         |
| 26. avgust 2018                                                    | Avstrija                                                                    | Alpbach                                                                   | Alexander van der Bellen, predsednik Avstrije Aleksandar Vučić, predsednik Srbije Hashim Thaci, predsednik Kosova Johannes Hahn, evropski komisar | Udeležba na Evropskem forumu Alpbach. | [ 143 ]                         |
| 13. in 14. september 2018                                          | Latvija                                                                     | Riga                                                                      | Raimonds Vējonis, predsednik Latvije Sauli Niinistö, predsednik Finske Marcelo Rebelo de Sousa, predsednik Portugalske Prokopis Pavlopoulos, predsednik Grčije | Srečanje skupine Arraiolos. Predsednik Pahor se je srečal tudi z vojaki na misiji v Latviji ter nekaterimi evropskimi predsedniki. | [ 144 ] [ 145 ]                 |
| 18. september 2018                                                 | Romunija                                                                    | Bukarešta                                                                 | Kolinda Grabar-Kitarović, predsednica Hrvaške Andrzej Duda, predsednik Poljske Klaus Werner Iohannis, predsednik Romunije | Vrh Pobude tri morja 2018 | [ 146 ]                         |
| 24., 25., 27., in 28. september 2018                               | OZN                                                                         | New York Washington                                                       | Antonio Guterres, generalni sekretar Guðni Thorlacius Jóhannesson, predsednik Islandije Recep Tayyip Erdoğan, predsednik Turčije Maria Fernanda Espinosa Garcés, predsednica generalne skupščine OZN Alain Berset, predsednik Švice Ramush Haradinaj, predsednik vlade Kosova | Prvi dan, 24. september - Predsednik Pahor je spregovoril pred skupščino OZN ob 100. obletnici rojstva Nelsona Mandele. Drugi dan, 25. september - Prav tako je skupščino v imenu Republike Slovenije nagovoril naslednji dan. Tretji dan, 27. september - Predsednik Pahor se je bilateralno sestal s predsednikom Islandije in ga povabil na obisk v Slovenijo, sestal se je še s predsednikom Turčije, predsednico generalne skupščine OZN, predsednikom Švicarske konfederacije ter kosovskim predsednikom vlade. Četrti dan, 28. september - Predsednik Pahor se je v Washingtonu udeležil slavnostne obeležitve 20. obletnice delovanja ITF Ustanove za krepitev človekove varnosti, kjer je nastopil kot glavni govornik.                                        | [ 147 ] [ 148 ] [ 149 ]         |
| 26. september 2018                                                 | Združene države Amerike                                                     | New York                                                                  | Donald Trump, predsednik ZDA | | [ 150 ]                         |
| 2. oktober 2018                                                    | OZN                                                                         | Ženeva                                                                    | Ursula von der Leyen, zvezna ministrica za obrambo Andrej Plenković, hrvaški predsednik vlade Hashim Thaçi, predsednik Kosova | Svetovni gospodarski forum | [ 151 ]                         |
| 15. in 17. oktober 2018                                            | Etiopija                                                                    | Adis Abeba                                                                | Mulatu Teshome, predsednik Kamil Mufeirat, predsednica Doma ljudskih predstavnikov | Prvi uradni obisk slovenskega predsednika v Etiopiji in Podsaharski Afriki. | [ 152 ]                         |
| 16. oktober 2018                                                   | Afriška unija                                                               | Adis Abeba                                                                | Moussa Faki, predsednik Afriške unije | Po delovnem sestanku s predsednikom Komisije Afriške unije je predsednik Pahor nagovoril Odbor stalnih predstavnikov pri tej instituciji. Obiskal je tudi Katedro svete trojice ter Narodni muzej. | [ 153 ]                         |
| 11. november 2018                                                  | Francija                                                                    | Pariz                                                                     | Emmanuel Macron, predsednik Francije | Obeležitev 100. obletnice konca 1. svetovne vojne. Prisostvovalo je okoli 80 svetovnih voditeljev. | [ 154 ]                         |
| 3. december 2018                                                   | Poljska                                                                     | Katovice                                                                  | Andrzej Duda, predsednik Poljske Srečanje ob robu Alexander van der Bellen, predsednik Avstrije | Mednarodna konferenca o podnebnih spremembah. | [ 155 ]                         |
| 4. in 5. december 2018                                             | Grčija                                                                      | Atene Nafplion                                                            | Prokopisa Pavlopoulo, predsednik Helenske republike Grčijea Aleksis Cipras, predsednik grške vlade Nikos Voutsis, predsednik parlamenta. | Dvodnevni državniški obisk s slavnostno večerjo. | [ 156 ] [ 157 ]                 |
| 2019                                                               |                                                                             |                                                                           | | |                                 |
| 15. januar 2019                                                    | Romunija                                                                    | Bukarešta                                                                 | Klaus Werner Iohannis, predsednik Romnuije | Uradni obisk Republike Romunije v času njenega predsedovanja Svetu Evropske unije. | [ 158 ]                         |
| 28. januar 2019                                                    | Srbija                                                                      | Beograd                                                                   | Aleksander Vučić, predsednik Srbije Maja Gojković, predsednica Narodne skupščine Republike Srbije | Drugi uradni obisk slovenskega predsednika v Republiki Srbiji. Pahor je nagovoril tudi srbski parlament ter kosil s predstavniki vseh parlamentarnih strank. | [ 159 ]                         |
| 15. februar 2019                                                   | Nemčija                                                                     | Műnchen                                                                   | Wolfgang Ischinger, predsedujoči Münchenske varnostne konference | Udeležba na Münchenski varnostni konferenci. | [ 160 ]                         |
| 20. februar 2019                                                   | Evropska unija NATO                                                         | Bruselj                                                                   | Antonio Tajani, predsednik Evropskega parlamenta Jens Stoltenberg, generalni sekretar zveze NATO Jean-Claude Juncker, predsednik Evropske komisije Federica Mogherini, visoka predstavnica EU za zunanjo in varnostno politiko | | [ 161 ]                         |
| 23. in 24. februar 2019                                            | Hrvaška                                                                     | Zagreb Split                                                              | Kolinda Grabar-Kitarović, predsednica Hrvaške (neformalno srečanje) | Udeležba na 19. polmararatonu v Splitu na povabilo organizatorjev. Na poti v Split se je predsednik Pahor ustavil na neformalnem kosilu s hrvaško predsednico. | [ 162 ] [ 163 ]                 |
| 27. februarja do 1. marca 2019                                     | Združeno kraljestvo                                                         | London                                                                    | Elizabeta II., kraljica Bilateralna srečanja princ Edvard, grof Wesseški Jeremy Hunt, minister za zunanje zadeve Normand Fowler, predsednik Lordske zbornice Peter Estlin, župan londonskega finančnega središča City Theresa May, predsednica vlade Tadej Rupel, veleposlanik RS v Združenem kraljestvu. | Uradni obisk v Združenem kraljestvu Velike Britanije in Severne Irske na povabilo kraljice Elizabete II. 28. 2. se je udeležil za Slovence, živeče v ZK, v organizaciji Tadeja Rupla. | [ 164 ] [ 165 ]                 |
| 4. in 5. marec 2019                                                | Albanija                                                                    | Tirana Kruje                                                              | Ilir Meta, predsednik Albanije Edi Rama, predsednik Vlade Albanije Gramoz Ruçi, predsednik parlamenta Albanije Lulzim Basha, vodja opozicijske Demokratske stranke | Dvodnevni uradni obisk Republike Albanije. | [ 166 ] [ 167 ]                 |
| 29. marec 2019                                                     | OZN                                                                         | New York                                                                  | António Guterres, generalni sekretar OZN Bilateralna srečanja António Guterres, generalni sekretar OZN María Fernanda Espinosa Garcés, predsednica Generalne skupščine OZN | Delovni obisk pri OZN in otvoritev razstave ob 20. obletnici delovanja ITF. Pahor se je udeležil tudi srečanja na visoki ravni "Podnebje in trajnostni razvoj za vse"." | [ 168 ] [ 169 ]                 |
| 17. april 2019                                                     | Bosna in Hercegovina                                                        | Sarajevo                                                                  | | Otvoritveni nagovor na Sarajevskem poslovnem forumu. |                                 |
| 9. maj 2019                                                        | Albanija                                                                    | Tirana                                                                    | Ilir Meta, predsednik Albanije Kolinda Grabar-Kitarović, predsednica Hrvaške Milorad Dodik, predsednik predsedstva BiH Šefik Džaferović, Bošnjaški član predsedstva BiH Hashim Thaçi, predsednik Kosova Aleksandar Vučić, predsednik Srbije Milo Đukanović, predsednik Črne gore Federica Mogherini, visoka predstavnica EU za zunanjo in varnostno politiko Andrzej Duda, predsednik Poljske | Srečanje voditeljev Brdo Brijuni Process v Tirani. Gosta sta bila Federica Mogherini in Andrzej Duda. | [ 170 ]                         |
| 30. in 31. maj 2019                                                | Črna gora                                                                   | Podgorica, Cetinje, Budva                                                 | Milo Đukanović, predsednik Črne gore Duško Marković, predsednik Vlade Črne gorem Aleksander Bogdanović, črnogorski minister za kulturo Aleksander Kašćelan, župan Cetinja | Uradni obisk v Črni gori, prvi po vstopu Črne gore v zvezo NATO, ogled dvorca kralja Nikole ter večerja, ki jo je priredil črnogorski minister za kulturo. Naslednji dan se je predsednik Pahor udeležil 9. konference "To Be Secure Forum (2BS Forum)" v Budvi. | [ 171 ] [ 172 ]                 |
| 13. junij 2019                                                     | Avstrija                                                                    | Dunaj                                                                     | Alexander van der Bellen, predsednik Avstrije dr. Brigitte Bierlein, kanclerka Avstrije Wolfgang Sobotka, predsednik Zveznega parlamenta Avstrije | Uradni obisk v Republiki Avstriji ter sestanek s predstavniki slovenske manjšine v Republiki Avstriji. | [ 173 ] [ 174 ]                 |
| 8. julij 2019                                                      | Bosna in Hercegovina                                                        | Sarajevo                                                                  | Bilateralno srečanje ob robu Recep Tayyip Erdoğan, predsednik Turčije | Delovna večerja ob zaključku predsedovanja Bosne in Hercegovine Procesu sodelovanja v Jugovzhodni Evropi (SEECP). | [ 175 ]                         |
| 13. julij 2019                                                     | Italija                                                                     | Trst                                                                      | | Obisk slovesnosti ob 99. letnici požiga Narodnega doma v Trstu. | [ 176 ]                         |
| 17. julij 2019                                                     | Monako                                                                      | Monte Carlo                                                               | Albert II. Monaški, knez Monaka | Delovni obisk z dobrodelno večerjo v čast misijonarju Pedru Opeki, ki ga je organizirala princesa Ira de Fürstenberg. | [ 177 ]                         |
| 1. september 2019                                                  | Poljska                                                                     | Varšava                                                                   | Andrzej Duda, predsednik Poljske Bilateralna srečanja ob robu Volodimir Zelenski, predsednik Ukrajine Zuzana Čaputova, predsednica Slovaške | Spominska slovesnost ob 80. obletnici začetka II. svetovne vojne v Varšavi. Gost je bil tudi ameriški podpredsednik Mike Pence. | [ 178 ] [ 179 ]                 |
| 4. september 2019                                                  | Hrvaška                                                                     | Šibenik                                                                   | Kolinda Grabar Kitarović, predsednica Hrvaške Alexander van der Bellen, predsednik Avstrije | Trilateralno srečanje predsednikov Slovenije, Avstrije in Hrvaške. | [ 180 ]                         |
| 18. in 19. september 2019                                          | Švica                                                                       | Bern Zürich                                                               | Ueli Maurer, predsednik Švice in finančni minister Marina Carobbio Guscetti, predsednica Nacionalnega sveta Švicarske konfederacije | Uradni obisk v Švici z obiskom Nacionalnega sveta Švicarske konfederacije | [ 181 ] [ 182 ]                 |
| 30. september 2019                                                 | Francija                                                                    | Pariz                                                                     | Emmanuel Macron, predsednik Francije | Udeležba na žalni slovesnosti v spomin nekdanjemu francoskemu predsedniku Chiracu. Ob robu se je predsednik udeležil sprejema in kosila pri predsedniku Macronu. | [ 183 ]                         |
| 3. oktober 2019                                                    | Češka                                                                       | Praga                                                                     | Miloš Zeman, predsednik Češke Janos Ader, predsednik Madžarske Andrzej Duda, predsednik Poljske Zuzana Čaputová, predsednica Slovaške Aleksander Vučić, predsednik Srbije | Vrh držav višegrajske četverice z gostjama Slovenijo in Srbijo. | [ 184 ]                         |
| 10. in 11. oktober                                                 | Grčija                                                                      | Atene                                                                     | Prokopis Pavlopoulos, predsednik Grčije Sergio Mattarella, predsednik Italije Michael D. Higgins, predsednik Irske | Tradicionalno srečanje s predsedniki dvanajstih držav, članic EU: Bolgarije, Hrvaške, Estonije, Nemčije, Grčije, Madžarske, Irske, Italije, Latvije, Malte, Poljske in Portugalske. | [ 185 ]                         |
| 22. in 23. oktober 2019                                            | Japonska                                                                    | Tokio                                                                     | Naruhito, cesar Japonske Šinzo Abe, predsednik vlade | Ustoličenje novega cesarja. Predsednik se je ob tem bilateralno srečal z več navzočimi predsedniki, tudi s premierjem Japosnke Šinzem Abejem. | [ 186 ]                         |
| 6. in 7. november 2019                                             | Norveška                                                                    | Oslo                                                                      | Harald V., kralj Norveške Sonja Norveška, kraljica Norveške Haakon, norveški prestolonaslednik Tone Wilhelmsen Trøen, predsednica norveškega parlam, | Prvi obisk slovenskega predsednika na najvišji ravni na Norveškem. | [ 187 ]                         |
| 8. november 2019                                                   | Nemčija                                                                     | Berlin                                                                    | Frank-Walter Steinmeier, predsednik Nemčije | Obisk v Nemčiji ob 30. obletnici padca Berlinskega zidu. | [ 188 ]                         |
| 23. november 2019                                                  | Srbija                                                                      | Novi Sad                                                                  | Aleksandar Vučić, predsednik Srbije Stevo Pendarovski, predsednik Severne Makedonije | Obisk na Regional Youth Leadership Forum ter srečanje s predsednikoma Srbije in Severne Makedonije. | [ 189 ]                         |
| 2020                                                               |                                                                             |                                                                           | | |                                 |
| 22. in 23. januar                                                  | Izrael                                                                      | Jeruzalem                                                                 | Reuven Rivlin, predsednik Izraela Bilateralno srečanje Sergio Mattarella, predsednik Italije | Foruma voditeljev ob mednarodnem dnevu spomina na holokavst. | [ 190 ] [ 191 ]                 |
| 27. januar                                                         | Poljska                                                                     | Auschwitz                                                                 | | Udeležba na komemoraciji ob 75. obletnici osvoboditve nacističnega koncentracijskega taborišča Auschwitz-Birkenau. V uradni delegaciji Republike Slovenije so bile nekdanje slovenske interniranke - Sonja Vrščaj, Elizabeta Kumar Maurič, Marija Frlan in Lidija Rijavec Simčič. Ukradene otroke je v delegaciji zastopal Janez Deželak. | [ 192 ]                         |
| 2. julij                                                           | Madžarska                                                                   | Budmipešta                                                                | János Áder, predsednik Madžarske | Uradni obisk na Madžarskem. | [ 193 ]                         |
| 7. in 8. julij                                                     | Avstrija                                                                    | Dunaj                                                                     | Alexander van der Bellen, predsednik Avstrije Zoran Milanović, predsednik Hrvaške | Sedmo trilateralno srečanje predsednikov Slovenije, Avstrije in Hrvaške. | [ 194 ]                         |
| 13. julij                                                          | Italija                                                                     | Trst                                                                      | Sergio Mattarella, predsednik Italije | Skupna udeležba slovenskega in italijanskega predsednika ob 100. obletnici požiga slovenskega Narodnega doma v Trstu, ki je bil ob tem vrnjen slovenski narodni skupnosti. Predsednika sta tudi položila venca k spomenikoma bazoviškim junakom in pri bazovški fojbi. | [ 195 ]                         |
| 22. julij                                                          | Slovaška                                                                    | Bratislava                                                                | Zuzana Čaputova, predsednica Slovaške | Uradni obisk na Slovaškem; prvi obisk, katerega gostiteljica je Čaputova v svojem mandatu. Predsednik Pahor je odprl tudi slovaško-slovenski poslovni forum. | [ 196 ] [ 197 ]                 |
| 23. julij                                                          | Avstrija                                                                    | Celovec                                                                   | Peter Kaiser, deželni glavar Koroške | Ob pripravah na obeležitev 100. obletnice koroškega plebiscita se je predsednik srečal s predstavniki slovenske narodne skupnosti v Republiki Avstriji in s koroškim deželnim glavarjem dr. Petrom Kaiserjem. | [ 198 ]                         |
| 26. avgust                                                         | Nemčija                                                                     | Berlin                                                                    | Frank-Walter Steinmeier, predsednik Nemčije | Delovno srečanje. | [ 199 ] [ 200 ]                 |
| 5. september                                                       | Hrvaška                                                                     | Kampor, Rab                                                               | Zoran Milanović, predsednik Hrvaške | Udeležba na spominski slovesnosti ob obletnici osvoboditve nekdanjega italijanskega fašističnega taborišča Kampor na Rabu. | [ 201 ]                         |
| 20.–21. september                                                  | Francija                                                                    | Pariz                                                                     | Emmanuel Macron, predsednik Francije | Udeležba na zadnji etapi kolesarske dirke po Francije (Tour de France), kjer je skupno zmago osvojil Slovenec Tadej Pogačar, drugo mesto pa Primož Roglič. Naslednji dan se je predsednik Pahor mudil na dvostranskem delovnem srečanju s predsednikom Macronom. | [ 202 ]                         |
| 22. september                                                      | Avstrija                                                                    | Dunaj                                                                     | Alexander van der Bellen, predsednik Avstrije | Neformalno srečanje z avstrijskim predsednikom ob Pahorjevem zasebnem obisku Dunaja. |                                 |
| 25.–26. september                                                  | Severna Makedonija                                                          | Skopje, Ohrid                                                             | Stevo Pendarovski, predsednik Severne Makedonije Talat Xhaferi, predsednik Sobranja Zoran Zaev, predsednik vlade | Uradni obisk. Predsednik je nagovoril tudi severnomakedonski parlament in se na Ohridu srečal s slovenskimi policisti. | [ 203 ] [ 204 ]                 |
| 2021                                                               |                                                                             |                                                                           | | |                                 |
| 5. marec                                                           | Bosna in Hercegovina                                                        | Sarajevo                                                                  | Milorad Dodik, predsedujoči Predsedstvu BiH Šefik Džaferović, član Predsedstva BiH Željko Komšić, član Predsedstva BiH | Uradni obisk | [ 205 ]                         |
| 14. april                                                          | Italija                                                                     | Rim                                                                       | Sergio Mattarella, predsednik Italije | Uradni obisk | [ 206 ]                         |
| 5. maj                                                             | Črna gora                                                                   | Podgorica                                                                 | Milo Đukanović, predsednik Črne gore | Obisk pred srečanjem procesa Brdo-Brioni, ki je bilo kasneje v Sloveniji. | [ 207 ]                         |
| 6. maj                                                             | Albanija                                                                    | Tirana                                                                    | Ilir Meta, predsednik Albanije | Obisk pred srečanjem procesa Brdo-Brioni, ki je bilo kasneje v Sloveniji. | [ 208 ]                         |
| 13. maj                                                            | Kosovo                                                                      | Priština                                                                  | Vjosa Osmani, predsednica Kosova | Obisk pred srečanjem procesa Brdo-Brioni, ki je bilo kasneje v Sloveniji. | [ 209 ]                         |
| 14. maj                                                            | Srbija                                                                      | Beograd                                                                   | Aleksandar Vučić, predsednik Srbije | Obisk pred srečanjem procesa Brdo-Brioni, ki je bilo kasneje v Sloveniji. | [ 210 ]                         |
| 3.–4. junij                                                        | Evropska unija                                                              | Bruselj                                                                   | Ursula von der Leyen, predsednica Evropske komisije Charles Michel, predsednik Evropskega sveta David Sassoli, predsednik Evropskega parlamenta | Dvodnevni uradni obisk predsednika Pahorja pri institucijah Evropske unije. | [ 211 ] [ 212 ] [ 213 ]         |
| 8. julij                                                           | Bolgarija                                                                   | Sofija                                                                    | Rumen Radev, predsednik Bolgarije | Obisk v Bolgariji. Ob tem se je predsednik Pahor udeležil tudi gospodarskega foruma Pobude Tri morja. | [ 214 ] [ 215 ]                 |
| 10. julij                                                          | Italija                                                                     | Trst                                                                      | Roberto Dipiazza, župan mesta Trst | Vročitev najvišjega priznanja mesta »Trije grbi Trsta - Tre sigili di Trieste« Borutu Pahorju. | [ 216 ]                         |
| 12.–13. julij                                                      | Češka                                                                       | Praga                                                                     | Miloš Zeman, predsednik Češke | Udeležba na forumu Praški evropski vrh. Ob robu se je predsednik Pahor sestal tudi s češkim predsednikom Zemanom. | [ 217 ] [ 218 ]                 |
| 30. julij                                                          | Hrvaška                                                                     | Trakošćan                                                                 | Jadranka Kosor, nekdanja predsednica vlade Hrvaške | Srečanje ob 12. obletnici srečanja na Trakošćanu | [ 219 ]                         |
| 23. avgust                                                         | Ukrajina                                                                    | Kijev                                                                     | Volodimir Zelenski, predsednik Ukrajine | Udeležba na otvoritvi Krimske platforme. | [ 220 ]                         |
| 12.–13. september                                                  | Italija                                                                     | Bologna Milano Rim                                                        | David Sassoli, predsednik Evropskega parlamenta Romano Prodi, nekdanji predsednik italijanske vlade in Evropske komisije Attilio Fontana, predsednik Lombardije Letizia Moratti, podpredsednica Lombardije in odbornica za socialne zadeve Sergio Mattarella, predsednik Italije | Predsednik Pahor je nagovoril in odprl forum skupine G20 o medkulturnem in medverskem dialogu »Interfaith Forum«. Na kratko se je predsednik Pahor sestal tudi z Davidom Sassolijem in se udeležil maše za ubite med molitvijo v cerkvah različnih veroizpovedi. V nadaljevanju obiska v Italiji je predsednik Pahor prejel nagrado »Sigillum Magnum«, najvišje odlikovanje bolonjske univerze. V Bologni se je srečal tudi z upokojenim italijanskim politikom Prodijem. Naslednji dan je predsednik Pahor opravil delovni obisk v Milanu, kjer se je srečal s predsednikom in podpredsednico dežele ter Slovenci in gospodarstveniki v Lombardiji. Zadnji dan se je predsednik udeležil srečanja Arraiolos, ki ga je v Rimu gostil italijanski predsednik Mattarella. | [ 221 ] [ 222 ] [ 223 ] [ 224 ] |
| 20.–25. september                                                  | OZN                                                                         | New York                                                                  | Antonio Guterres, generalni sekretar OZN Bilateralna srečanja ob robu Mun Dže In, predsednik Južne Koreje Tamim bin Hamad al Tani, katarski emir Recep Tayyip Erdoğan, predsednik Turčije | Predsednik Pahor se je 76. zasedanja Generalne skupščine Organizacije združenih narodov v New Yorku udeležil z zunanjim ministrom Logarjem. Predsednik Pahor se je bilateralno srečal z južnokorejskim predsednikom, s katerim sta si izmenjala odlikovanja, katarskim premierjem, predsednikom Turčije in generalnim sekretarjem OZN. Predsednik Pahor se je tekom obiska udeležil tudi pogovora s študenti na Pravni fakulteti Univerze Fordham v New Yorku. | [ 225 ] [ 226 ] [ 227 ] [ 228 ] |
| 1. oktober                                                         | Moldavija                                                                   | Kišinjev                                                                  | Maia Sandu, predsednica Moldavije Natalia Gavrilitia, predsednica vlade Moldavije Igor Gros, predsednik parlamenta | Uradni obisk predsednika Pahorja v Moldaviji. Srečal se je tudi s tamkajšnjo premierko in predsednikom parlamenta. | [ 229 ]                         |
| 18. oktober                                                        | Hrvaška                                                                     | Zagreb                                                                    | Zoran Milanović, predsednik Hrvaške | Odkritje spomenika Franceta Prešerna v Zagrebu. | [ 230 ]                         |
| 21. oktober                                                        | Italija                                                                     | Gorica                                                                    | Sergio Mattarella, predsednik Italije | Obisk italijanskega in slovenskega predsednika v Gorici in Novi Gorici. | [ 231 ]                         |
| 12.–13. november                                                   | Francija                                                                    | Pariz                                                                     | Emmanuel Macron, predsednik Francije | Predsednik Pahor se je v Parizu udeležil obeležitve 75. obletnice ustanovitve Unesca in zasedanja Pariškega mirovnega foruma. Prisostvoval je tudi svečani večerji za voditelje držav povabljenih na forum. Ob robu obiska se je sestal tudi z z generalno direktorico UNESCO Audrey Azoulay. Drugi dan obiska je vročil državno odlikovanje Zlati red za zasluge Republike Slovenije v Franciji živečemu francosko-češkemu pisatelju Milanu Kunderi. | [ 232 ] [ 233 ]                 |
| 14.–15. november                                                   | Luksemburg                                                                  | Luksemburg                                                                | Henri, veliki vojvoda Luksemburga Xavier Bettel, predsednik vlade Jean Asselborn, zunanji minister Fernand Etgen, predsednik Poslanske zbornice Jean-Claude Juncker, dolgoletni luksemburški premier in nekdanji predsednik Evropske komisije | Predsednik Pahor se je mudil na uradnem obisku v Velikem vojvodstvu Luksemburg, kjer ga je sprejel veliki vojvoda Henri. Predsednik se je sestal tudi s predsednikom vlade Bettlom, ki je Pahorja gostil tudi na slavnostni večerji, zunanjim ministrom Asselbornom in predsednikom Poslanske zbornice Etgenom. Pahor se je dan pred obiskom na neformalni večerji sestal tudi z dolgoletnim luksemburškim premierjem in nekdanjim predsednikom Evropske komisije Junckerjem. Tekom obiska je Pahor prejel tudi listino, s katero je bil imenovan za sopredsednika častnega odbora The World Diplomatic Academy | [ 234 ]                         |
| 28. november                                                       | Srbija                                                                      | Beograd                                                                   | Aleksandar Vučić, predsednik Srbije | Delovni obisk, kjer je predsednika Pahorja sprejel srbski kolega Vučić. | [ 235 ]                         |
| 2022                                                               |                                                                             |                                                                           | | |                                 |
| 7. februar                                                         | Sveti sedež                                                                 | Vatikan                                                                   | Frančišek, papež | Uradni obisk predsednika Pahorja v Vatikanu ob 30. obletnici diplomatskih odnosov med Republiko Slovenijo in Svetim sedežem. | [ 236 ]                         |
| 7. februar                                                         | Italija                                                                     | Rim                                                                       | Sergio Mattarella, predsednik Italije | Predsednika Pahorja je po ponovni izvolitvi na mesto italijanskega predsednika na večerji gostil Sergio Mattarella. | [ 237 ]                         |
| 14.–15. februar                                                    | Portugalska                                                                 | Lizbona                                                                   | Marcelo Rebelo de Sousa, predsednik Portugalske | Uradni obisk predsednika Pahorja na Portugalskem. Predsednik je na slovesnosti na Inštitutu za družbene in politične vede (ISCSP) prejel častni doktorat Univerze v Lizboni (Doctor Honoris Causa), in sicer za njegova prizadevanja za spravo in za skupni Evropski projekt. | [ 238 ] [ 239 ]                 |
| 19.–20. februar                                                    | Nemčija                                                                     | München                                                                   | Bilateralna srečanja ob robu Stevo Pendarovski, predsednik Severne Makedonije Sauli Niinistö, predsednik Finske Milo Đukanović, predsednik Črne gore Hossein Amir-Abdollahian, zunanji minister Irana Christian Schmidt, visoki predstavnik za BiH Amy Klobuchar, senatorka ZDA | Udeležba predsednika Pahorja na 58. Münchenski varnostne konference 2022. Ob robu se je sestal tudi s severnomakedonskim, črnogorskim in finskim kolegom, iranskim zunanjim ministrom, visokim predstavnikom za Bosno in Hercegovino ter ameriško senatorko slovenskih korenin Amy Klobuchar. | [ 240 ] [ 241 ]                 |
| 8.–9. marec                                                        | Ciper                                                                       | Nikozija                                                                  | Nikos Anastasiades, predsednik Cipra Annita Demetriou, predsednica parlamenta | Predsednik Pahor se je mudil na uradnem obisku na Cipru. Obisk je minil tudi v luči 30. obletnice vzpostavitve diplomatskih odnosov med državama. | [ 242 ] [ 243 ]                 |
| 11. marec                                                          | Turčija                                                                     | Antalja                                                                   | Recep Tayyip Erdoğan, predsednik Turčije Bilateralna srečanja ob robu Milorad Dodik, član Predsedstva BiH Šefik Džaferović, član Predsedstva BiH | Predsednik Pahor se je udeležil diplomatskega foruma v Antalji. Nastopil je na panelu, kasneje pa se bilateralno srečal s turškim predsednikom, prav tako s članoma predsedstva Bosne in Hercegovine. | [ 244 ] [ 245 ] [ 246 ]         |
| 15.–16. marec                                                      | Avstrija                                                                    | Dunaj                                                                     | Alexander van der Bellen, predsednik Avstrije | Delovni obisk predsednika Pahorja na Dunaju, kjer se je sestal z avstrijskim kanclerjem, na posebno povabilo veleposlanika dr. Emila Brixa, direktorja Diplomatske akademije Dunaj, pa je obiskal to najstarejšo izobraževalno ustanovo s področja mednarodnih študij na svetu. | [ 247 ] [ 248 ]                 |
| 23.-24. marec                                                      | Katar                                                                       | Doha                                                                      | Tamim bin Hamad Al Thani, emir Katarja | Dvodnevni uradni obisk predsednika Pahorja v Katarju. | [ 249 ] [ 250 ]                 |
| 26. april                                                          | Hrvaška                                                                     | Zagreb                                                                    | Zoran Milanović, predsednik Hrvaške | Delovni obisk na povabilo hrvaškega predsednika Milanovića. | [ 251 ]                         |
| 10. maj                                                            | Hrvaška                                                                     | Reka                                                                      | | Predsednik Pahor je bil slavnostni govornik na slovesnosti ob 30-letnici delovanja Zveze slovenskih društev na Hrvaškem | [ 252 ]                         |
| 11. maj                                                            | Bosna in Hercegovina                                                        | Sarajevo                                                                  | Šefik Džaferović, predsedujoči Predsedstvu BiH | Na povabilo predsedujočega Predsedstvu BiH se je predsednik Pahor udeležil 11. Sarajevskega poslovnega foruma (Sarajevo Business Forum – SBF), kjer je kot osrednji govornik nastopil na odprtju dogodka. | [ 253 ]                         |
| 19.-21. maj                                                        | Poljska                                                                     | Varšava, Auschwitz                                                        | Andrzej Duda, predsednik Poljske | Uradni obisk predsednika Pahorja na Poljskem ob 30. obletnici vzpostavitve diplomatskih odnosov med državama. Med drugim se je predsednik udeležil pogovora s študenti o evropski prihodnosti in obiskal koncentracijsko taborišče Auschwitz. | [ 254 ] [ 255 ] [ 256 ]         |
| 1. junij                                                           | Italija                                                                     | Trst                                                                      | | Predsednik Pahor se je udeležil žalne slovesnosti za slovenskim pisateljem Borisom Pahorjem. | [ 257 ]                         |
| 3. junij                                                           | Hrvaška                                                                     | Brioni                                                                    | Zoran Milanović, predsednik Hrvaške Alexander van der Bellen, predsednik Avstrije | Udeležba na trilateralnem srečanju Avstrije, Slovenije in Hrvaške, ki ga je v tem letu gostila slednja. Predsedniki so med drugim spregovorili o učinkih teh razmer na regijo Zahodnega Balkana ter kredibilnost širitvenega procesa EU. | [ 258 ]                         |
| 10. junij                                                          | Grčija                                                                      | Solun                                                                     | Kiriakos Micotakis, predsednik vlade Grčije Bilateralna srečanja ob robu Šefik Džaferović, predsedujoči Predsedstvu BiH Vjosa Osmani, predsednica Kosova | Predsednik Pahor se je udeležil vrha “Proces sodelovanja v jugovzhodni Evropi” v Solunu. Bilateralno se je sestal z gostiteljem, grškim premierjem Micotakisom, prav tako s predsedujočim Predsedstvu BiH Džaferovićem in predsednico Kosova Vjoso Osmani. | [ 259 ]                         |
| 16. junij                                                          | Severna Makedonija                                                          | Ohrid                                                                     | Stevo Pendarovski, predsednik Severne Makedonije Rosemary DiCarlo, podsekretarka Organizacije združenih narodov za politične zadeve in izgradnjo miru | Predsednik republike Borut Pahor je kot osrednji govornik nastopil na Prespanskem forumu za dialog. Ločeno se je sestal tudi s predsednikom Severne Makedonije in podsekretarko Organizacije združenih narodov za politične zadeve in izgradnjo miru. | [ 260 ]                         |
| 20. junij                                                          | Latvija                                                                     | Riga                                                                      | Egils Levits, predsednik Latvije Bilateralna srečanja ob robu Katalin Novak, predsednica Madžarske | Udeležba predsednika Pahorja na vrhu pobude Tri morja, ki je tokrat potekala v Rigi v Latviji. Ob robu dogodka se je prvič bilateralno sestal tudi z novo predsednico Madžarske. | [ 261 ]                         |
| 19. september                                                      | Združeno kraljestvo                                                         | London                                                                    | Karel III., kralj Združenega kraljestva | Na povabilo kralja Karla III. se je predsednik Pahor udeležil pogreba kraljice Elizabete II. | [ 262 ]                         |
| 21.-25. september                                                  | OZN Združene države Amerike                                                 | New York                                                                  | António Guterres, generalni sekretar OZN Joe Biden, predsednik Združenih držav Amerike | Predsednik Pahor se je udeležil splošne razprave 77. zasedanja Generalne skupščine Organizacije združenih narodov. Ob tem je opravil tudi več bilateralnih srečanj in se udeležil sprejema pri predsedniku ZDA. Na povabilo organizatorjev nagovoril množico na koncertu Global Citizen v Central Parku v New Yorku. | [ 263 ] [ 264 ] [ 265 ] [ 266 ] |

## Obiski tujih državnikov v Sloveniji
Prvi mandat: 228 gostov
| Datum                                                              | Država | Kraj                              | Gosti | Gostitelj v Sloveniji                                                           | Opombe | Vir                                             |
| ------------------------------------------------------------------ | --- | --------------------------------- | --- | ------------------------------------------------------------------------------- | --- | ----------------------------------------------- |
| 1. PREDSEDNIŠKI MANDAT (od 23. december 2012 do 22. decembra 2017) | |                                   | |                                                                                 | |                                                 |
| 2013                                                               | |                                   | |                                                                                 | |                                                 |
| 2. april 2013                                                      | Hrvaška | Ljubljana                         | Zoran Milanović, predsednik vlade Vesna Pusić, ministrica za zunanje in evropske zadeve | Alenka Bratušek, predsednica vlade Karel Erjavec, minister za zunanje zadeve    | | [ 267 ]                                         |
| 3. maj 2013                                                        | Rusija | Ljubljana                         | Sergej Lavrov, minister za zunanje zadeve | Karel Erjavec, minister za zunanje zadeve                                       | | [ 268 ]                                         |
| 14. maj 2013                                                       | Republika Turčija | Ljubljana                         | Cemil Çicek, predsednik Velike nacionalne skupščine | Janko Veber, predsednik Državnega zbora                                         | | [ 269 ]                                         |
| 21. maj 2013                                                       | Madžarska | Ljubljana                         | János Áder, predsednik | Borut Pahor, predsednik                                                         | | [ 270 ]                                         |
| 29. maj 2013                                                       | Republika Indija | Ljubljana                         | Meira Kumar, predsednica Lok Sabhe, spodnjega doma parlamenta | Janko Veber, predsednik Državnega zbora                                         | | [ 271 ]                                         |
| 3. junij 2013                                                      | Zvezna republika Avstrija Zvezna dežela Koroška                                                                                   | Ljubljana                         | Peter Kaiser, deželni glavar | Borut Pahor, predsednik                                                         | | [ 272 ]                                         |
| 14. junij 2013                                                     | Republika Estonija | Ljubljana                         | Toomas Hendrik Ilves, predsednik | Borut Pahor, predsednik                                                         | | [ 273 ]                                         |
| 27. junij 2013                                                     | Japonsko cesarstvo | Grad Strmol, Ljubljana            | Njegova cesarska visokost princ Akišino Njena cesarska visokost princesa Akišino | Borut Pahor, predsednik Tanja Pečar, prva dama                                  | | [ 274 ]                                         |
| 27. junij 2013                                                     | Združeno kraljestvo | Ljubljana                         | Njegova kraljeva visokost grof Wesseški Njena kraljeva visokost grofica Wesseškia | Borut Pahor, predsednik Tanja Pečar, prva dama                                  | | [ 274 ]                                         |
| 10. julij 2013                                                     | Italijanska republika Avtonomna dežela Furlanija - Julijska krajina                                                               | Ljubljana                         | Debora Serracchiani, predsednica dežele | Borut Pahor, predsednik                                                         | | [ 275 ]                                         |
| 25. julij 2013                                                     | Republika Albanija Bosna in Hercegovina Črna gora Republika Kosovo Republika Makedonija Republika Srbija Francoska republika      | Brdo pri Kranju                   | Bujar Nishani, predsednik Republike Albanije Nebojša Radmanović, predsednik predsedstva BiH Filip Vujanović, predsednik Črne gore Atifete Jahjaga, predsednica Republike Kosovo Gorge Ivanov, predsednik Republike Makedonije Tomislav Nikolić, predsednik Republike Srbije François Hollande, predsednik Francoske republike | Borut Pahor, predsednik Ivo Josipović, predsednik Republike Hrvaške             | Proces Brdo-Brijoni Poseben gost je bil predsednik Francoske republike. | [ 276 ]                                         |
| 20. avgust 2013                                                    | Združene države Amerike | Ljubljana                         | Thomas Harkin, ameriški zvezni senator iz Iowe | Borut Pahor, predsednik                                                         | | [ 277 ]                                         |
| 1. in 2. september 2013                                            | Zvezna republika Avstrija | Ljubljana, Kočevje                | Heinz Fischer, zvezni predsednik Margit Fischer, prva dama | Borut Pahor, predsednik Tanja Pečar, prva dama                                  | | [ 278 ] [ 279 ]                                 |
| 2. september 2013                                                  | Italijanska republika | Bled                              | Enrico Letta, predsednik vlade | Borut Pahor, predsednik                                                         | Srečanje ob robu Blejskega strateškega foruma | [ 280 ]                                         |
| 9. september 2013                                                  | Republika Makedonija | Ljubljana                         | Talat Xhaferi, minister za obrambo | Roman Jakič, minister za obrambo                                                | | [ 281 ]                                         |
| 13. september 2013                                                 | Država Katar | Ljubljana                         | Ghaith bin Mubarak Al - Kuwari, minister za vakufe in islamske zadeve |                                                                                 | Ob robu svečane postavitve temeljnega kamna za Islamski kulturni center v Ljubljani. | [ 282 ]                                         |
| 14. september 2013                                                 | Bosna in Hercegovina | Ljubljana                         | Bakir Izetbegović, član predsedstva BiH | Borut Pahor, predsednik                                                         | Ob robu svečane postavitve temeljnega kamna za Islamski kulturni center v Ljubljani. |                                                 |
| 3. oktober 2013                                                    | Republika Hrvaška | Ljubljana                         | Jasna Omejec, predsednica Ustavnega sodišča | Ernest Petrič, predsednik Ustavnega Sodišča                                     | | [ 283 ]                                         |
| 17. oktober 2013                                                   | Evropska unija | Ljubljana                         | Kristalina Georgieva, evropska komisarka za mednarodno sodelovanje, humanitarno pomoč in krizno odzivanje | Karel Erjavec, minister za zunanje zadeve                                       | | [ 284 ]                                         |
| 21. oktober 2013                                                   | Evropska unija Kraljevina Nizozemska                                                                                              | Ljubljana                         | Jeroen Dijsselbloem, minister za finance Kraljevine Nizozemske in šef Evropskupine | Uroš Čufer, minister za finance                                                 | | [ 285 ]                                         |
| 22. oktober 2013                                                   | Bosna in Hercegovina | Ljubljana                         | Zlatko Lagumdžija, podpredsednik Sveta ministrov in minister za zunanje zadeve | Karel Erjavec, minister za zunanje zadeve                                       | | [ 286 ]                                         |
| 3. november 2013                                                   | Kneževina Monako | Ljubljana                         | Njegova knežja visokost Albert II, monaški princ | Borut Pahor, predsednik                                                         | zasebni obisk | [ 287 ]                                         |
| 5. november 2013                                                   | Romunija | Ljubljana                         | Titus Corlățean, minister za zunanje zadeve | Karel Erjavec, minister za zunanje zadeve                                       | | [ 288 ]                                         |
| 8. november 2013                                                   | NATO | Ljubljana                         | general Frank Gorenc, poveljnik zračnih sil zveze Nato | Roman Jakič, minister za obrambo Dobran Božič, načelnik generalštaba            | | [ 289 ]                                         |
| 13. november 2013                                                  | Republika Hrvaška | Ljubljana                         | Ivo Josipović, predsednik | Borut Pahor, predsednik                                                         | neformalno srečanje | [ 290 ]                                         |
| 13. november 2013                                                  | Republika Makedonija | Ljubljana                         | Nikola Gruevski, predsednik vlade | Alenka Bratušek, predsednica vlade                                              | | [ 291 ]                                         |
| 5. december 2013                                                   | Republika Hrvaška | Ljubljana                         | Josip Leko, predsednik Sabora | Janko Veber, predsednik Državnega zbora                                         | | [ 292 ]                                         |
| 19. december 2013                                                  | Zvezna republika Nemčija | Ljubljana                         | Andreas Voßkuhle, predsednik Ustavnega sodišča | Miroslav Mozetič, predsednik Ustavnega sodišča                                  | | [ 293 ]                                         |
| 2014                                                               | |                                   | |                                                                                 | |                                                 |
| 24. januar 2014                                                    | NATO | Ljubljana                         | Anders Fogh Rasmussen, generalni sekretar | Alenka Bratušek, predsednica vlade                                              | | [ 294 ]                                         |
| 3. februar 2014                                                    | Evropska unija | Ljubljana                         | Herman van Rompuy, predsednik Evropskega sveta | Alenka Bratušek, predsednica vlade                                              | | [ 295 ]                                         |
| 25. februar 2014                                                   | Veliko vojvodstvo Luksemburg | Ljubljana                         | Xavier Bettel, predsednik vlade | Alenka Bratušek, predsednica vlade                                              | | [ 296 ]                                         |
| 13. marec 2014                                                     | Zvezna republika Avstrija | Ljubljana                         | Sebastian Kurz, minister za zunanje zadeve | Karel Erjavec, minister za zunanje zadeve                                       | | [ 297 ]                                         |
| 14. marec 2014                                                     | Evropska unija | Ljubljana                         | Martin Schulz, predsednik Evropskega parlamenta | Janko Veber, predsednik Državnega zbora                                         | | [ 298 ]                                         |
| 3. april 2014                                                      | Češka republika | Ljubljana                         | Miloš Zeman, predsednik Ivana Zemanová, prva dama | Borut Pahor, predsednik Tanja Pečar, prva dama                                  | | [ 299 ]                                         |
| 7. april 2014                                                      | Italijanska republika | Ljubljana                         | Tamara Blažina, poslanka v poslanski zbornici |                                                                                 | | [ 300 ]                                         |
| 8. april 2014                                                      | Organizacija združenih narodov Organizacija ZN za industrijski razvoj (UNIDO)                                                     | Ljubljana                         | Li Yong, generalni direktor |                                                                                 | | [ 301 ]                                         |
| 23. april 2014                                                     | Republika Bolgarija | Ljubljana                         | Kristian Vigenin, minister za zunanje zadeve | Karel Erjavec, minister za zunanje zadeve                                       | | [ 302 ]                                         |
| 24. april 2014                                                     | Bosna in Hercegovina | Ljubljana                         | generalmajor Anto Jeleč, načelnik Združenega štaba oboroženih sil BiH | Dobran Božič, načelnik generalštaba                                             | | [ 303 ]                                         |
| 27. maj 2014                                                       | Združene države Amerike | Ljubljana                         | Thomas Harkin, ameriški zvezni senator iz Iowe | Borut Pahor, predsednik                                                         | | [ 304 ]                                         |
| 6. julij 2014                                                      | Italijanska republika Republika Hrvaška                                                                                           | Sredipolje                        | Giorgio Napolitano, predsednik Ivo Josipović, predsednik | Borut Pahor, predsednik                                                         | 100. obletnica I. svetovne vojne. | [ 305 ]                                         |
| 7. julij 2014                                                      | Italijanska republika | Nova Gorica                       | Giorgio Napolitano, predsednik Clia Napolitano, prva dama | Borut Pahor, predsednik Tanja Pečar, prva dama                                  | | [ 306 ]                                         |
| 8. julij 2014                                                      | Ruska federacija | Ljubljana                         | Sergej Lavrov, minister za zunanje zadeve | Karel Erjavec, minister za zunanje zadeve                                       | | [ 307 ]                                         |
| 8. julij 2014                                                      | NATO | Ljubljana                         | Philip M. Breedlove, poveljnik zavezništva NATO za operacije | Roman Jakič, minister za obrambo Dobran Božič, načelnik generalštaba            | | [ 307 ]                                         |
| 2. september 2014                                                  | Evropska unija Evropska investicijska banka                                                                                       | Bled                              | Werner Hoyer, predsednik | Borut Pahor, predsednik                                                         | Blejski strateški forum | [ 308 ]                                         |
| 2. september 2014                                                  | Evropska banka za obnovo in razvoj                                                                                                | Bled                              | Sum Chakrabarti, predsednik | Borut Pahor, predsednik                                                         | Blejski strateški forum | [ 308 ]                                         |
| 2. september 2014                                                  | Münchenska varnostna konferenca                                                                                                   | Bled                              | veleposlanik Wolfgang Ischinger, presedujoči Münchenski varnostni konferenci | Borut Pahor, predsednik                                                         | Blejski strateški forum | [ 308 ]                                         |
| 2. september 2014                                                  | Italijanska republika | Bled                              | Benedetto Della Vedovo, državni sekretar na zunanjem ministrstvu | Borut Pahor, predsednik                                                         | Blejski strateški forum | [ 308 ]                                         |
| 2. september 2014                                                  | Združene države Amerike | Bled                              | Hoyt Yee, namestnik državnega sekretarja | Borut Pahor, predsednik                                                         | Blejski strateški forum | [ 308 ]                                         |
| 2. september 2014                                                  | Ljudska republika Kitajska | Bled                              | Vang Čao, namestnik zunanjega ministra za Evropo Tang Džjašuan, nekdanji zunanji minister | Borut Pahor, predsednik                                                         | Blejski strateški forum | [ 308 ]                                         |
| 23. oktober 2014                                                   | NATO | Ljubljana                         | general Knud Bartels, predsednik Natovega vojaškega odbora | Janko Veber, minister za obrambo Andrej Osterman, načelnik generalštaba         | | [ 309 ]                                         |
| 28. oktober 2014                                                   | Republika Albanija | Ljubljana                         | Bujar Nishani, predsednik Odete Nishani, prva dama | Borut Pahor, predsednik Tanja Pečar, prva dama                                  | | [ 310 ]                                         |
| 30. oktober 2014                                                   | Združene države Amerike | Ljubljana                         | Ray Mabus, minister za vojno mornarico | Janko Veber, minister za obrambo                                                | | [ 311 ]                                         |
| 30. oktober 2014                                                   | Zvezna republika Avstrija | Ljubljana                         | Ana Blatnik, predsednica Zveznega sveta | Milan Brglez, predsednik Državnega zbora                                        | | [ 312 ]                                         |
| 5. november 2014                                                   | Črna gora | Ljubljana                         | admiral Dragan Samardžić, načelnik Generalštaba vojske Črne gore | Andrej Osterman, načelnik generalštaba                                          | | [ 313 ]                                         |
| 17. november 2014                                                  | NATO | Ljubljana                         | general Jean-Paul Paloméros, poveljnik Zavezniškega poveljstva NATO za transformacijo | Andrej Osterman, načelnik generalštaba                                          | | [ 314 ]                                         |
| 20. november 2014                                                  | Ljudska republika Kitajska | Ljubljana                         | Vang Jang, podpredsednik vlade | Dejan Židan, podpredsednik vlade                                                | | [ 315 ]                                         |
| 25. in 26. november 2014                                           | Zvezna republika Nemčija | Ljubljana, Nova Gorica            | Joachim Gauck, zvezni predsednik | Borut Pahor, predsednik                                                         | | [ 316 ] [ 317 ] [ 318 ] [ 319 ] [ 320 ] [ 321 ] |
| 27. november 2014                                                  | Romunija | Ljubljana                         | Valeriu Ștefan Zgonea, predsednik Poslanske zbornice | Milan Brglez, predsednik Državnega zbora                                        | | [ 322 ]                                         |
| 18. december 2014                                                  | Svet Evrope Evropsko sodišče za človekove pravice                                                                                 | Ljubljana                         | Dean Spielmann, predsednik Evropskega sodišča za človekove pravice | Borut Pahor, predsednik                                                         | | [ 323 ]                                         |
| 23. december 2014                                                  | Evropska unija Evropska komisija                                                                                                  | Ljubljana                         | Violeta Bulc, evropska komisarska za promet | Peter Gašperšič, minister za infrastrukturo                                     | | [ 324 ]                                         |
| 2015                                                               | |                                   | |                                                                                 | |                                                 |
| 22. januar 2015                                                    | Slovaška republika | Ljubljana                         | Peter Pellegrini, predsednik Nacionalnega sveta | Milan Brglez, predsednik Državnega zbora                                        | | [ 325 ]                                         |
| 26. januar 2015                                                    | Turkmenistan | Ljubljana                         | Rašid Meredov, nemstnik predsednika Kabineta ministrov in zunanji minister | Karel Erjavec, minister za zunanje zadeve                                       | | [ 326 ]                                         |
| 2. februar 2015                                                    | Francoska republika | Ljubljana                         | Alain Richard, francoski senator in posebni odposlanec za gospodarske odnose z Zahodnim Balkanom | Borut Pahor, predsednik                                                         | | [ 327 ]                                         |
| 3. februar 2015                                                    | Češka republika | Ljubljana                         | Jan Hamáček, predsednik Poslanske zbornice | Milan Brglez, predsednik Državnega zbora                                        | | [ 328 ]                                         |
| 25. februar 2015                                                   | Republika Malta | Ljubljana                         | Maria Luisa Coleira Preca, predsednica | Borut Pahor, predsednik                                                         | | [ 329 ]                                         |
| 26. februar 2015                                                   | Združeno kraljestvo | Ljubljana                         | Philip Hammond, minister za zunanje zadeve | Karel Erjavec, minister za zunanje zadeve                                       | | [ 330 ]                                         |
| 27. februar 2015                                                   | Francoska republika | Ljubljana                         | Michel Sapin, minister za finance | Dušan Mramor, minister za finance                                               | | [ 331 ]                                         |
| 1. marec 2015                                                      | Republika Hrvaška | Otočec                            | Kolinda Grabar-Kitarović, predsednica | Borut Pahor, predsednik                                                         | | [ 332 ]                                         |
| 6. marec 2015                                                      | Italijanska republika | Ljubljana                         | Roberta Pinotti, ministrica za obrambo | Janko Veber, minister za obrambo                                                | | [ 333 ]                                         |
| 10. marec 2015                                                     | Republika Armenija | Ljubljana                         | Edvard Nalbandjan, minister za zunanje zadeve | Karel Erjavec, minister za zunanje zadeve                                       | | [ 334 ]                                         |
| 13. marec 2015                                                     | Republika Azerbajdžan | Ljubljana                         | generalpolkovnik Zakir Hasanov, minister za obrambo | Janko Veber, minister za obrambo                                                | | [ 335 ]                                         |
| 18. marec 2015                                                     | Združene države Amerike | Ljubljana                         | Victoria Nuland, pomočnica državnega sekretarja za evropske in evrazijske zadeve | Karel Erjavec, minister za zunanje zadeve                                       | | [ 336 ]                                         |
| 23. marec 2015                                                     | Bosna in Hercegovina | Ljubljana                         | Mladen Ivanić, predsednik predsedstva Dragan Čović, član predsedstva Bakir Izetbegović, član predsedstva | Borut Pahor, predsednik                                                         | | [ 337 ]                                         |
| 30. marec 2015                                                     | Republika Turčija | Ljubljana                         | Recep Tayyip Erdoğan, predsednik Emina Erdoğan, prva dama | Borut Pahor, predsednik Tanja Pečar, prva dama                                  | | [ 338 ]                                         |
| 8. april 2015                                                      | Kraljevina Belgija | Ljubljana                         | Didier Reynders, minister za zunanje zadeve | Karel Erjavec, minister za zunanje zadeve                                       | | [ 339 ]                                         |
| 10. april 2015                                                     | Republika Kosovo | Ljubljana                         | Hashim Thaçi, podpredsednik vlade in minister za zunanje zadeve | Karel Erjavec, minister za zunanje zadeve                                       | | [ 340 ]                                         |
| 13. april 2015                                                     | Češka republika | Ljubljana                         | Bohuslav Sobotka, predsednik vlade | Miro Cerar, predsednik vlade                                                    | | [ 341 ]                                         |
| 17. april 2015                                                     | Republika Hrvaška Zvezna republika Avstrija                                                                                       | Logarska dolina                   | Kolinda Grabar-Kitarović, predsednica Heinz Fischer, zvezni predsednik | Borut Pahor, predsednik                                                         | Trilateralno srečanje. | [ 342 ]                                         |
| 22. april 2015                                                     | Italijanska republika | Ljubljana                         | Sergio Mattarella, predsednik | Borut Pahor, predsednik                                                         | | [ 343 ]                                         |
| 23. april 2015                                                     | Francoska republika | Brdo pri Kranju                   | Laurent Fabius, zunanji minister | Karel Erjavec, minister za zunanje zadeve                                       | Ob robu srečanja zunanjih ministrov procesa Brdo-Brijoni. | [ 344 ]                                         |
| 23. april 2015                                                     | Evropska unija | Brdo pri Kranju                   | Johannes Hahn, evropski komisar za sosedsko politiko in širitvena pogajanja | Karel Erjavec, minister za zunanje zadeve                                       | Ob robu srečanja zunanjih ministrov procesa Brdo-Brijoni. | [ 344 ]                                         |
| 1. maj 2015                                                        | Zvezna republika Nemčija | Ljubljana                         | Frank-Walter Steinmeier, minister za zunanje zadeve | Borut Pahor, predsednik                                                         | | [ 345 ]                                         |
| 4. maj 2015                                                        | Organizacija za gospodarsko sodelovanje in razvoj (OECD)                                                                          | Ljubljana                         | Jose Angel Gurria, generalni sekretar | Miro Cerar, predsednik vlade                                                    | | [ 346 ]                                         |
| 7. maj 2015                                                        | Zvezna republika Nemčija | Ljubljana                         | general Volker Wieker, načelnik generalštaba | Andrej Osterman, načelnik generalštaba                                          | | [ 347 ]                                         |
| 11. maj 2015                                                       | Kraljevina Belgija | Ljubljana                         | André Alen, predsednik Ustavnega sodišča | Miroslav Mozetič, predsednik Ustavnega sodišča                                  | | [ 348 ]                                         |
| 13. in 14. maj 2015                                                | Turkmenistan | Ljubljana                         | Gurbanguly Berdimuhamedov, predsednik | Borut Pahor, predsednik                                                         | | [ 349 ]                                         |
| 19. maj 2015                                                       | Republika Uganda | Ljubljana                         | Rebecca Alitwala Kadaga, predsednica parlamenta | Milan Brglez, predsednik Državnega zbora                                        | | [ 350 ]                                         |
| 31. maj 2015                                                       | Bosna in Hercegovina Črna gora Republika Hrvaška Republika Kosovo Republika Makedonija                                            | Portorož                          | Mladen Ivanić, predsednik predsedstva BiH Filip Vujanović, predsednik Črne gore Kolinda Grabar-Kitarović, predsednica Republike Hrvaške Atifete Jahjaga, predsednica Republike Kosovo Gorge Ivanov, predsednik Republike Makedonije | Borut Pahor, predsednik                                                         | Delovna večerja z voditelji procesa Brdo-Brijoni, pred Summit100. | [ 351 ]                                         |
| 21. junij 2015                                                     | Kneževina Monako | Nova Gorica                       | Njegova knežja visokost Albert II, monaški princ | Borut Pahor, predsednik                                                         | Udeležba na dobrodelni nogometni tekmi. | [ 352 ]                                         |
| 26. julij 2015                                                     | Ruska federacija | Ljubljana, Vršič                  | Dimitrij Medvedjev, predsednik vlade | Miro Cerar, predsednik vlade                                                    | Udeležba na slovesnosti pod Vršičem in delovna večerja. | [ 353 ]                                         |
| 13. avgust 2015                                                    | Združene države Amerike | Ljubljana                         | Rose E. Gottemoeller, podsekretarka za nadzor nad orožjem in mednarodno varnost Ministrstva za zunanje zadeve | Karel Erjavec, minister za zunanje zadeve                                       | | [ 354 ]                                         |
| 13. avgust 2015                                                    | NATO | Ljubljana                         | Jens Stoltenberg, generalni sekretar | Miro Cerar, predsednik vlade                                                    | | [ 355 ]                                         |
| 31. avgust in 1. september 2015                                    | Evropska unija | Bled                              | Donald Tusk, predsednik Evropskega sveta Stavros Lambrinidis, posebni predstavnik EU za človekove pravice | Borut Pahor, predsednik                                                         | Blejski strateški forum | [ 356 ] [ 357 ]                                 |
| 31. avgust in 1. september 2015                                    | Republika Hrvaška | Bled                              | Kolinda Grabar-Kitarović, predsednica | Borut Pahor, predsednik                                                         | Blejski strateški forum | [ 356 ] [ 357 ]                                 |
| 31. avgust in 1. september 2015                                    | Veliko vojvodstvo Luksemburg | Bled                              | Xavier Bettel, predsednik vlade | Borut Pahor, predsednik                                                         | Blejski strateški forum | [ 356 ] [ 357 ]                                 |
| 31. avgust in 1. september 2015                                    | Republika Srbija | Bled                              | Aleksandar Vučić, predsednik vlade | Borut Pahor, predsednik                                                         | Blejski strateški forum | [ 356 ] [ 357 ]                                 |
| 31. avgust in 1. september 2015                                    | Organizacija za varnost in sodelovanje v Evropi (OVSE)                                                                            | Bled                              | veleposlanik Lambert Zannier, generalni sekretar | Borut Pahor, predsednik                                                         | Blejski strateški forum | [ 356 ] [ 357 ]                                 |
| 31. avgust in 1. september 2015                                    | Združene države Amerike | Bled                              | Hoyt Yee, namestnik državnega sekretarja | Borut Pahor, predsednik                                                         | Blejski strateški forum | [ 356 ] [ 357 ]                                 |
| 31. avgust in 1. september 2015                                    | Republika Irska | Bled                              | Michael Noonan, minister za finance | Borut Pahor, predsednik                                                         | Blejski strateški forum | [ 356 ] [ 357 ]                                 |
| 31. avgust in 1. september 2015                                    | Francoska republika | Bled                              | Harlem Désir, minister za evropske zadeve | Borut Pahor, predsednik                                                         | Blejski strateški forum | [ 356 ] [ 357 ]                                 |
| 31. avgust in 1. september 2015                                    | Slovaška republika | Bled                              | Miroslav Lajčak, podpredsednik vlade in zunanji minister | Borut Pahor, predsednik                                                         | Blejski strateški forum | [ 356 ] [ 357 ]                                 |
| 31. avgust in 1. september 2015                                    | Republika Bolgarija | Bled                              | Daniel Mitov, minister za zunanje zadeve | Borut Pahor, predsednik                                                         | Blejski strateški forum | [ 356 ] [ 357 ]                                 |
| 31. avgust in 1. september 2015                                    | Mednarodna organizacija za migracije                                                                                              | Bled                              | William Lacy Swing, generalni direktor | Borut Pahor, predsednik                                                         | Blejski strateški forum | [ 356 ] [ 357 ]                                 |
| 31. avgust in 1. september 2015                                    | Italijanska republika | Bled                              | Benedetto Della Vedovo, državni sekretar na zunanjem ministrstvu | Borut Pahor, predsednik                                                         | Blejski strateški forum | [ 356 ] [ 357 ]                                 |
| 14. september 2015                                                 | Romunija | Ljubljana                         | Mircea Dușa, minister za obrambo | Andreja Katič, ministrica za obrambo                                            | | [ 358 ]                                         |
| 15. in 16. september 2015                                          | Švicarska konfederacija | Ljubljana                         | Simonetta Sommaruga, predsednica | Borut Pahor, predsednik                                                         | | [ 359 ] [ 360 ]                                 |
| 7. oktober 2015                                                    | Evropska unija | Ljubljana                         | Herman van Rompuy, nekdanji predsednik Evropskega sveta | Borut Pahor, predsednik                                                         | Vročitev državnega odlikovanja. | [ 361 ]                                         |
| 8. in 9. oktober 2015                                              | Republika Srbija | Ljubljana                         | Tomislav Nikolić, predsednik | Borut Pahor, predsednik                                                         | | [ 362 ] [ 363 ]                                 |
| 26. oktober 2015                                                   | Črna gora | Ljubljana                         | Milo Đukanović, predsednik vlade | Miro Cerar, predsednik vlade                                                    | | [ 364 ]                                         |
| 11. november 2015                                                  | Republika Srbija | Ljubljana                         | Maja Gojković, predsednica Narodne skupščine | Milan Brglez, predsednik Državnega zbora                                        | | [ 365 ]                                         |
| 22. november 2015                                                  | Republika Hrvaška | Ljubljana                         | Kolinda Grabar-Kitarović, predsednica | Borut Pahor, predsednik                                                         | Pripravljalno srečanje na izredni vrh procesa Brdo-Brijoni. | [ 366 ]                                         |
| 2016                                                               | |                                   | |                                                                                 | |                                                 |
| 21. januar 2016                                                    | Zvezna republika Nemčija Zvezna dežela Baden-Württemberg                                                                          | Ljubljana                         | Peter Friedrich, minister za Bundesrat, Evropo in mednarodne odnose | Karel Erjavec, minister za zunanje zadeve                                       | | [ 367 ]                                         |
| 22. januar 2016                                                    | Kraljevina Maroko | Ljubljana                         | Rachid Talbi Alami, predsednik parlamenta | Milan Brglez, predsednik Državnega zbora                                        | | [ 368 ]                                         |
| 24. januar 2016                                                    | Republika Hrvaška | Otočec                            | Kolinda Grabar-Kitarović, predsednica | Borut Pahor, predsednik                                                         | neformalno delovno kosilo | [ 369 ]                                         |
| 29. januar 2016                                                    | Slovaška republika | Ljubljana                         | Miroslav Lajčak, podpredsednik vlade in zunanji minister | Karel Erjavec, minister za zunanje zadeve                                       | | [ 370 ]                                         |
| 3. februar 2016                                                    | Sveti sedež | Ljubljana                         | Pietro Parolin, državni tajnik | Miro Cerar, predsednik vlade                                                    | | [ 371 ]                                         |
| 16. februar 2016                                                   | Združeno kraljestvo | Ljubljana                         | baronica Frances D'Souza, predsednica Lordske zbornice | Mitja Bervar, predsednik Državnega sveta                                        | | [ 372 ]                                         |
| 17. februar 2016                                                   | Madžarska | Ljubljana                         | Lászlo Kövér, predsednik Državnega zbora | Milan Brglez, predsednik Državnega zbora                                        | | [ 373 ]                                         |
| 24. februar 2016                                                   | Francoska republika | Ljubljana                         | Alain Richard, francoski senator in posebni odposlanec za gospodarske odnose z Zahodnim Balkanom | Borut Pahor, predsednik                                                         | | [ 374 ]                                         |
| 29. februar in 1. marec 2016                                       | Republika Litva | Ljubljana, Dobova                 | Dalia Grybauskaitė, predsednica | Borut Pahor, predsednik                                                         | | [ 375 ] [ 376 ]                                 |
| 21. marec 2016                                                     | Evropska unija | Ljubljana                         | Vytenis Andriukaitis, evropski komisar za zdravje in varnost hrane | Milojka Kolar Celarc, ministrica za zdravje                                     | | [ 377 ]                                         |
| 22. marec 2016                                                     | Republika Hrvaška | Ljubljana                         | Miro Kovač, minister za zunanje in evropske zadeve | Karel Erjavec, minister za zunanje zadeve                                       | | [ 378 ]                                         |
| 31. marec 2016                                                     | Republika Turčija | Ljubljana                         | Volkan Bozkir, minister za zadeve EU | Karel Erjavec, minister za zunanje zadeve                                       | | [ 379 ]                                         |
| 15. april 2016                                                     | Mednarodni olimpijski komite | Ljubljana                         | Thomas Bach, predsednik | OKS                                                                             | | [ 380 ]                                         |
| 3. maj 2016                                                        | Država Katar | Ljubljana                         | Ahmed bin Jasim al Tani, minister za gospodarstvo in turizem | Zdravko Počivalšek, minister za gospodarski razvoj in tehnologijo               | | [ 381 ]                                         |
| 9. maj 2016                                                        | NATO | Ljubljana                         | Alexander Vershbow, namestnik generalnega sekretarja | Miro Cerar, predsednik vlade                                                    | | [ 382 ]                                         |
| 6. in 7. junij 2016                                                | Republika Kosovo | Ljubljana                         | Hashim Thaçi, predsednik | Borut Pahor, predsednik                                                         | | [ 383 ]                                         |
| 8. junij 2016                                                      | Republika Albanija | Ljubljana                         | Darko Pajović, predsednik Skupščine | Milan Brglez, predsednik Državnega zbora                                        | | [ 384 ]                                         |
| 14. junij 2016                                                     | Italijanska republika | Ljubljana                         | Claudio Graziano, načelnik Generalštaba | Andrej Osterman, načelnik generalštaba                                          | | [ 385 ]                                         |
| 23. in 24. junij 2016                                              | Republika Hrvaška | Ljubljana                         | Kolinda Grabar-Kitarović, predsednica | Borut Pahor, predsednik                                                         | | [ 386 ]                                         |
| 24. junij 2016                                                     | Zvezna republika Avstrija Italijanska republika Republika Hrvaška Zvezna republika Nemčija                                        | Ljubljana                         | Heinz Fischer, zvezni predsednik Sergio Mattarella, predsednik Kolinda Grabar-Kitarović, predsednica Joachim Gauck, zvezni predsednik | Borut Pahor, predsednik                                                         | Udeležba na osrednji državni proslavi ob počastitvi dneva državnosti in 25. obletnice samostojnosti Republike Slovenije.                                                                          | [ 387 ]                                         |
| 18. in 19. julij 2016                                              | Gruzija | Ljubljana                         | Giorgi Margvelašvili, predsednik Maka Chichua, prva dama | Borut Pahor, predsednik Tanja Pečar, prva dama                                  | | [ 388 ]                                         |
| 25. julij 2016                                                     | Republika Bolgarija | Brdo pri Kranju                   | Rosen Plevneliev, predsednik | Borut Pahor, predsednik                                                         | | [ 389 ]                                         |
| 30. julij 2016                                                     | Ruska federacija | Vršič                             | Vladimir Putin, predsednik | Borut Pahor, predsednik                                                         | Udeležba na slovesnosti pod Vršičem | [ 390 ]                                         |
| 6. september 2016                                                  | Svetovna turistična organizacija (UNWTO)                                                                                          | Bled                              | Taleb Rifai, generalni sekretar Svetovne turistične organizacije | Borut Pahor, predsednik                                                         | Blejski strateški forum | [ 391 ]                                         |
| 6. september 2016                                                  | Kanada | Bled                              | George Furey, predsednik senata | Borut Pahor, predsednik                                                         | Blejski strateški forum | [ 391 ]                                         |
| 6. september 2016                                                  | Republika Albanija | Bled                              | Edi Rama, predsednik vlade | Borut Pahor, predsednik                                                         | Blejski strateški forum | [ 391 ]                                         |
| 6. september 2016                                                  | Francoska republika | Bled                              | Harlem Désir, minister za evropske zadeve | Borut Pahor, predsednik                                                         | Blejski strateški forum | [ 391 ]                                         |
| 6. september 2016                                                  | Združene države Amerike | Bled                              | Mary Burce Warlick, glavna namestnica pomočnika državnega sekretarja za energetiko Hoyt Yee, namestnik državnega sekretarja Michael Carpenter, namestnik pomočnika sekretarja za obrambo | Borut Pahor, predsednik                                                         | Blejski strateški forum | [ 391 ]                                         |
| 6. september 2016                                                  | Republika Turčija | Bled                              | Mevlüt Çavuşoğlu, minister za zunanje zadeve | Borut Pahor, predsednik                                                         | Blejski strateški forum | [ 391 ]                                         |
| 27. september 2016                                                 | NATO | Ljubljana                         | Curtis M. Scaparrotti, poveljnik poveljstva Natovih sil v Evropi (SACEUR) | Andrej Osterman, načelnik generalštaba                                          | | [ 392 ]                                         |
| 8. november 2016                                                   | Ukrajina | Ljubljana                         | Petro Porošenko, predsednik Marina Porošenko, prva dama | Borut Pahor, predsednik Tanja Pečar, prva dama                                  | | [ 393 ]                                         |
| 16. november 2016                                                  | Republika Hrvaška | Ljubljana                         | general Mirko Šundov, načelnik generalštaba | Andrej Osterman, načelnik generalštaba                                          | | [ 394 ]                                         |
| 25. november 2016                                                  | Republika Hrvaška | Ljubljana                         | Davor Ivo Stier, minister za zunanje in evropske zadeve | Karel Erjavec, minister za zunanje zadeve                                       | | [ 395 ]                                         |
| 2017                                                               | |                                   | |                                                                                 | |                                                 |
| 12. december 2017                                                  | Črna gora | Ljubljana                         | Filip Vujanović, predsednik Črne gore | Borut Pahor, predsednik                                                         | | [ 396 ]                                         |
| 11. januar 2017                                                    | Združeno kraljestvo | Ljubljana                         | Boris Johnson, zunanji minister | Karel Erjavec, minister za zunanje zadeve                                       | | [ 397 ]                                         |
| 22. februar 2017                                                   | Republika Srbija | Ljubljana                         | Ivica Dačić, zunanji minister | Karel Erjavec, minister za zunanje zadeve                                       | | [ 398 ]                                         |
| 3, marec 2017                                                      | Evropska unija | Ljubljana                         | Antonio Tajani, predsednik Evropskega parlamenta | Milan Brglez, predsednik Državnega zbora                                        | | [ 399 ]                                         |
| 3, marec 2017                                                      | Evropska unija | Ljubljana                         | Jean-Claude Juncker, predsednik Evropske komisije | Miro Cerar, predsednik vlade                                                    | | [ 400 ]                                         |
| 8. marec 2017                                                      | Črna gora | Ljubljana                         | Srđan Darmanović, zunanji minister | Karel Erjavec, minister za zunanje zadeve                                       | | [ 401 ]                                         |
| 29. november 2016                                                  | Bosna in Hercegovina | Ljubljana                         | Mladen Bosić, predsednik Predstavniškega doma | Milan Brglez, predsednik Državnega zbora                                        | | [ 402 ]                                         |
| 16. marec 2017                                                     | Združene države Amerike Zvezna država Kolorado                                                                                    | Ljubljana                         | generalmajor Michael Edwards, poveljnik Nacionalne garde | Andrej Osterman, načelnik generalštaba                                          | | [ 403 ]                                         |
| 22. marec 2017                                                     | Svet Evrope | Ljubljana                         | Nils Muižnieks, komisar za človekove pravice |                                                                                 | | [ 404 ]                                         |
| 27. marec 2017                                                     | Kraljevina Švedska | Ljubljana                         | Stefan Löfven, predsednik vlade | Miro Cerar, predsednik vlade                                                    | | [ 405 ]                                         |
| 26. in 27. marec 2017                                              | Republika Poljska | Ljubljana                         | Andrzej Duda, predsednik | Borut Pahor, predsednik                                                         | | [ 406 ] [ 407 ]                                 |
| 3. april 2017                                                      | Evropska unija | Ljubljana                         | Donald Tusk, predsednik Evropskega sveta | Miro Cerar, predsednik vlade                                                    | | [ 408 ]                                         |
| 8. april 2017                                                      | Združene države Amerike | Ljubljana                         | John McCain, zvezni senator (Arizona) | Borut Pahor, predsednik                                                         | | [ 409 ]                                         |
| 14. april 2017                                                     | Ljudska republika Kitajska | Ljubljana                         | Džang Gaoli, podpredsednik vlade | Miro Cerar, predsednik vlade                                                    | | [ 410 ]                                         |
| 3. maj 2017                                                        | NATO | Ljubljana                         | Paolo Ali, predsednik Parlamentarne skupščine | Milan Brglez, predsednik Državnega zbora                                        | | [ 411 ]                                         |
| 5. maj 2017                                                        | Kraljevina Belgja | Ljubljana                         | Charles Michel, predsednik vlade | Miro Cerar, predsednik vlade                                                    | | [ 412 ]                                         |
| 2. junij 2017                                                      | Republika Kosovo | Ljubljana                         | Hashim Thaçi, predsednik | Borut Pahor, predsednik                                                         | | [ 413 ]                                         |
| 3. junij 2017                                                      | Republika Albanija Bosna in Hercegovina Črna gora Republika Kosovo Republika Makedonija Republika Srbija Zvezna republika Nemčija | Brdo pri Kranju                   | Bujar Nishani, predsednik Republike Albanije Dragan Čović, predsednik predsedstva BiH Filip Vujanović, predsednik Črne gore Hashim Thaçi, predsednik Republike Kosovo Gorge Ivanov, predsednik Republike Makedonije Aleksandar Vučić, predsednik Republike Srbije Frank-Walter Steinmeier, Zvezni predsednik Zvezne republike Nemčije | Borut Pahor, predsednik Kolinda Grabar-Kitarović, predsednica Republike Hrvaške | Proces Brdo-Brijoni | [ 414 ]                                         |
| 6. junij 2017                                                      | Republika Finska | Ljubljana                         | Maria Lohela, predsednica parlamenta | Milan Brglez, predsednik Državnega zbora                                        | | [ 415 ]                                         |
| 15. junij 2017                                                     | Portugalska republika | Ljubljana                         | Eduardo Ferra Rodrigues, predsednik parlamenta | Milan Brglez, predsednik Državnega zbora                                        | | [ 416 ]                                         |
| 22. junij 2017                                                     | Zvezna republika Nemčija Zvezna dežela Bavarska                                                                                   | Ljubljana                         | Horst Seehofer, predsednik deželne vlade | Borut Pahor, predsednik                                                         | | [ 417 ]                                         |
| 24. julij 2017                                                     | Republika Belorusija | Ljubljana                         | Vladimir Makej, zunanji minister | Karel Erjavec, minister za zunanje zadeve                                       | | [ 418 ]                                         |
| 7. avgust 2017                                                     | Združene države Amerike | Ljubljana                         | Devin Nunes, zvezni poslanec Predstavniškega doma Frank LoBiondo, zvezni poslanec Predstavniškega doma | Borut Pahor, predsednik                                                         | | [ 419 ]                                         |
| 15. avgust 2017                                                    | Združene države Amerike | Ljubljana                         | Roy Blunt, zvezni senator (Misuri) John Cornyn, zvezni senator (Teksas) Thad Cochran, zvezni senator (Misisipi) Susan Collins, zvezna senatorka (Maine) Thom Tillis, zvezni senator (Severna Karolina) Tom Cotton, zvezni senator (Arkansas) | Borut Pahor, predsednik                                                         | | [ 420 ]                                         |
| 31. avgust 2017                                                    | Združeno kraljestvo | Ljubljana                         | general Sir Stuart Peach, načelnik Obrambnega štaba | Andrej Osterman, načelnik generalštaba                                          | | [ 421 ]                                         |
| 4. in 5. september 2017                                            | Sveti sedež | Bled                              | Richard Gallagher, tajnik Svetega sedeža za odnose z državami | Borut Pahor, predsednik                                                         | Blejski strateški forum | [ 422 ] [ 423 ]                                 |
| 4. in 5. september 2017                                            | Organizacija za ekonomsko sodelovanje in razvoj (OECD)                                                                            | Bled                              | Angel Gurria, generalni sekretar | Borut Pahor, predsednik                                                         | Blejski strateški forum | [ 422 ] [ 423 ]                                 |
| 4. in 5. september 2017                                            | Evropska unija | Bled                              | Federica Mogherini, visoka predstavnica Unije za skupno zunanjo in varnostno politiko Frans Timmermans, prvi podpredsednik Evropske komisije | Borut Pahor, predsednik                                                         | Blejski strateški forum | [ 422 ] [ 423 ]                                 |
| 4. in 5. september 2017                                            | Francoska republika | Bled                              | Natalie Loiseau, ministrica za evropske zadeve | Borut Pahor, predsednik                                                         | Blejski strateški forum | [ 422 ] [ 423 ]                                 |
| 4. in 5. september 2017                                            | Organizacija združenih narodov | Bled                              | Zeid Ra´ad Al Husein, visoki komisar za človekove pravice | Borut Pahor, predsednik                                                         | Blejski strateški forum | [ 422 ] [ 423 ]                                 |
| 4. in 5. september 2017                                            | Republika Makedonija | Bled                              | Radmila Šekerinska, ministrica za obrambo | Borut Pahor, predsednik                                                         | Blejski strateški forum | [ 422 ] [ 423 ]                                 |
| 4. in 5. september 2017                                            | Združene države Amerike | Bled                              | Hoyt Yee, namestnik državnega sekretarja | Borut Pahor, predsednik                                                         | Blejski strateški forum | [ 422 ] [ 423 ]                                 |
| 27. september 2017                                                 | Republika Poljska | Ljubljana                         | Witold Waszczykowski, zunanji minister | Karel Erjavec, minister za zunanje zadeve                                       | | [ 424 ]                                         |
| 3. oktober 2017                                                    | Republika Estonija | Ljubljana                         | Eiki Nestor, predsednik parlamenta | Milan Brglez, predsednik Državnega zbora                                        | | [ 425 ]                                         |
| 17. oktober 2017                                                   | Arabska republika Egipt | Ljubljana                         | Sameh Hasan Šukri, zunanji minister | Karel Erjavec, minister za zunanje zadeve                                       | | [ 426 ]                                         |
| 24. oktober 2017                                                   | Veliko vojvodstvo Luksemburg | Ljubljana                         | Jean Asselborn, zunanji minister | Karel Erjavec, minister za zunanje zadeve                                       | | [ 427 ]                                         |
| 14. november 2017                                                  | Republika Makedonija | Ljubljana                         | Zoran Zaev, predsednik vlade | Miro Cerar, predsednik vlade                                                    | | [ 428 ]                                         |
| 22. november 2017                                                  | Republika Albanija | Ljubljana                         | Ilir Meta, predsednik | Borut Pahor, predsednik                                                         | | [ 429 ]                                         |
| 19. december 2017                                                  | Republika Kosovo | Ljubljana                         | Behgjet Isa Pacolli, prvi podpredsednik vlade in minister za zunanje zadeve | Karel Erjavec, minister za zunanje zadeve                                       | | [ 430 ]                                         |
| 21. december 2017                                                  | Evropska unija | Ljubljana                         | Koen Lenaerts, predsednik Sodišča EU | Jadranka Sovdat, predsednica Ustavnega sodišča                                  | | [ 431 ]                                         |
| 2. PREDSEDNIŠKI MANDAT (od 23. decembra 2017 do 22. decembra 2022) | |                                   | |                                                                                 | |                                                 |
| 2018                                                               | |                                   | |                                                                                 | |                                                 |
| 13. januar 2018                                                    | Italijanska republika Republika Hrvaška                                                                                           | Brdo pri Kranju                   | Sergio Mattarella, predsednik Kolinda Grabar-Kitarović, predsednica | Borut Pahor, predsednik                                                         | Svečano kosilo ob začetku drugega mandata | [ 432 ]                                         |
| 17. januar 2018                                                    | Portugalska republika | Ljubljana                         | Antonio Costa, predsednik vlade | Miro Cerar, predsednik vlade                                                    | | [ 433 ]                                         |
| 31. januar 2018                                                    | Črna gora | Ljubljana                         | Predrag Bošković, minister za obrambo | Andreja Katič, ministrica za obrambo                                            | | [ 434 ]                                         |
| 1. februar 2018                                                    | Republika Srbija | Ljubljana                         | Ana Brnabić, predsednica vlade | Miro Cerar, predsednik vlade                                                    | | [ 435 ]                                         |
| 21. februar 2018                                                   | Ruska federacija | Ljubljana                         | Sergej Lavrov, zunanji minister | Karel Erjavec, minister za zunanje zadeve                                       | | [ 436 ]                                         |
| 27. februar 2018                                                   | Kraljevina Maroko | Ljubljana                         | Abdelhakim Benchamach, predsednik Svetniške zbornice | Alojz Kovšca, predsednik Državnega sveta                                        | | [ 437 ]                                         |
| 2019                                                               | |                                   | |                                                                                 | |                                                 |
|                                                                    | |                                   | |                                                                                 | |                                                 |
| 5. in 6. junij 2019                                                | Bolgarija Češka Estonija Hrvaška Latvija Litva Madžarska Poljska Romunija Združene države Amerike Evropska unija Nemčija          | Ljubljana inBrdo pri Kranju       | Rumen Radev, predsednik Bolgarije Miloš Zeman, predsednik Češke Kersti Kaljulaid, predsednica Estonije Kolinda Grabar-Kitarović, predsednica Hrvaške Raimonds Vējonis, predsednik Latvije Dalia Grybauskaitė, predsednica Litve Peter Szijjarto, madžarski zunanji minister Andrzej Duda, predsednik Poljske Klaus Werner Iohannis, predsednik Romunije Rick Perry, ameriški sekretar za energetiko Jean-Claude Juncker, predsednik Evropske komisije Frank Walter Steinmeier, predsednik Nemčije | Borut Pahor, predsednik                                                         | Vrh pobude Tri morja v Sloveniji. | [ 438 ] [ 439 ]                                 |
| 17. junij 2019                                                     | Malteški viteški red | Ljubljana                         | Giacomo dalla Torre del Tempio di Sanguinetto, veliki mojster Suverenega malteškega viteškega reda | Borut Pahor, predsednik                                                         | | [ 440 ]                                         |
| 26. junij 2019                                                     | Švedska | Ljubljana                         | Andreas Norlén, predsednik parlamenta Kraljevine Švedske |                                                                                 | | [ 441 ]                                         |
| 2. julij 2019                                                      | Srbija | Ljubljana                         | Maja Gojković, predsednica Narodne skupščine Republike Srbije | Dejan Židan, predsednik Državnega zbora                                         | | [ 442 ]                                         |
| 15. julij 2019                                                     | Severna Makedonija | Ljubljana                         | Stevo Pendarovski, predsednik Republike Severne Makedonije in soproga | Borut Pahor, predsednik                                                         | | [ 443 ]                                         |
| 23. julij 2019                                                     | Gradiščanska (zvezna dežela) | Ljubljana                         | Hans Peter Doskozil, deželni glavar | Borut Pahor, predsednik                                                         | Delovni obisk. | [ 444 ]                                         |
| 14. avgust 2019                                                    | Japonska | Ljubljana                         | Taro Kono, zunanji minister Japonske | Miro Cerar, zunanji minister                                                    | | [ 445 ]                                         |
| 2. in 3. september 2019                                            | Estonija | Ljubljana Bled                    | Kersti Kaljulaid, predsednica Estonije | Borut Pahor, predsednik                                                         | Državniški obisk | [ 446 ]                                         |
| 9. september 2019                                                  | Latvija | Ljubljana                         | Inâra Műrniece, predsednica latvijskega parlamenta | Dejan Židan, predsednik Državnega zbora                                         | | [ 447 ]                                         |
| 12. september 2019                                                 | NATO | Ljubljana                         | Stuart Peach, predsedujoči Vojaškemu odboru NATO |                                                                                 | Obisk pred srečanjem načelnikov obrambnih sil držav članic zveze NATO. | [ 448 ]                                         |
| 16. september 2019                                                 | Indija | Ljubljana                         | Ram Nath Kovind, predsednik Republike Indije | Borut Pahor, predsednik                                                         | Prvi obisk indijskega predsednika v Republiki Sloveniji. | [ 449 ]                                         |
| 18. september 2019                                                 | Ciper | Ljubljana                         | Demetris Siluris, predsednik Predstavniškega doma Republike Ciper | Dejan Židan, predsednik Državnega zbora                                         | | [ 450 ]                                         |
| 24. september 2019                                                 | Združenje evropskih nogometnih zvez (UEFA) FIFA                                                                                   | Ljubljana                         | Aleksander Čeferin, predsednik zveze Člani izvršnega sveta FIFE |                                                                                 | Sprejem | [ 451 ]                                         |
| 1. oktober 2019                                                    | Luksemburg | Ljubljana                         | Jean Asselborn, minister za zunanje zadeve Luksemburga | Miro Cerar, zunanji minister                                                    | | [ 452 ]                                         |
| 9. oktober 2019                                                    | Nizozemska | Ljubljana                         | Stef Blok, minister za zunanje zadeve Nizozemske | Miro Cerar, zunanji minister                                                    | | [ 453 ]                                         |
| 4. december 2019                                                   | Bosna in Hercegovina | Ljubljana                         | Željko Komšić, predsedujoči Predsedstvu BiH Šefik Džaferović, član Predsedstva BiH Milorad Dodik, član Predsedstva BiH | Borut Pahor, predsednik                                                         | Uradni obisk Predsedstva Bosne in Hercegovine v Sloveniji. | [ 454 ]                                         |
| 14. december 2019                                                  | Kitajska | Ljubljana                         | Vang Ji, minister za zunanje zadeve Kitajske | Miro Cerar, zunanji minister                                                    | | [ 455 ]                                         |
| 19. december 2019                                                  | Latvija | Ljubljana                         | Ineta Ziemele, predsednica Ustavnega sodišča Republike Latvije | Rajko Knez, predsednik US RS                                                    | | [ 456 ]                                         |
| 2020                                                               | |                                   | |                                                                                 | |                                                 |
| 24. januar                                                         | FIBA | Ljubljana                         | Andreas Zagklis, generalni sekretar zveze | Košarkarska zveza Slovenije                                                     | Obisk ob 70-letnici KZS | [ 457 ]                                         |
| 12. februar                                                        | Hrvaška | Ljubljana                         | Kolinda Grabar-Kitarović, predsednica države | Borut Pahor, predsednik                                                         | Delovno in neformalno srečanje s predsednico Republike Hrvaške Kolindo Grabar-Kitarović. Ob enem je bil to njen zadnji predsedniški obisk v tujini.                                               | [ 458 ]                                         |
| 27. februar                                                        | Hrvaška | Otočec                            | Zoran Milanović, predsednik države | Borut Pahor, predsednik                                                         | Prvi obisk novega hrvaškega predsednika v tujini. | [ 459 ]                                         |
| 2. marec                                                           | Avstrija | Ljubljana                         | Olga Voglauer, poslanka v avstrijskem parlamentu | Borut Pahor, predsednik                                                         | | [ 460 ]                                         |
| 15. maj                                                            | Hrvaška | Ptuj                              | Zoran Milanović, predsednik države | Borut Pahor, predsednik                                                         | Drugo srečanje predsednikov Pahorja in Milanovića. | [ 461 ]                                         |
| 6. junij                                                           | Italija | Ljubljana                         | Luigi Di Maio, minister za zunanje zadeve | Anže Logar, zunanji minister                                                    | | [ 462 ]                                         |
| 22. junij                                                          | Avstrija | Ljubljana                         | Alexander Schallenberg, minister za zunanje zadeve | Anže Logar, zunanji minister                                                    | | [ 463 ]                                         |
| 3. julij                                                           | Nemčija | Ljubljana                         | Heiko Maas, minister za zunanje zadeve | Anže Logar, zunanji minister                                                    | | [ 464 ]                                         |
| 12. avgust                                                         | Združene države Amerike | Bled                              | Mike Pompeo, državni sekretar Združenih držav Amerike | Anže Logar, zunanji minister                                                    | Delovni obisk s podpisom skupne deklaracije o omrežju 5G. | [ 465 ]                                         |
| 31. avgust                                                         | Evropska unija | Bled                              | Josep Borrell, visoki predstavnik Unije za zunanje zadeve in varnostno politiko | Anže Logar, zunanji minister                                                    | | [ 466 ]                                         |
| 4. september                                                       | Francija | Ljubljana                         | Jean-Yves Le Drian, minister za Evropo in zunanje zadeve Francije | Anže Logar, zunanji minister                                                    | Uradni obisk | [ 467 ]                                         |
| 8. september                                                       | Avstrija | Ljubljana                         | Sebastian Kurz, zvezni kancler Avstrije | Janez Janša, predsednik vlade                                                   | | [ 468 ]                                         |
| 18. september                                                      | Grčija | Ljubljana                         | Nikos Dendias, zunanji minister Grčije | Anže Logar, zunanji minister                                                    | Uradni obisk | [ 469 ]                                         |
| 2021                                                               | |                                   | |                                                                                 | |                                                 |
| 11. marec                                                          | Španija | Ljubljana                         | Arancha González Laya, ministrica za zunanje zadeve, Evropsko unijo in sodelovanje | Anže Logar, zunanji minister                                                    | Uradni obisk | [ 470 ]                                         |
| 18. marec                                                          | Severna Makedonija | Ljubljana                         | Radmila Šekerinska, ministrica za obrambo | Matej Tonin, obrambni minister                                                  | | [ 471 ]                                         |
| 26. marec                                                          | Romunija | Ljubljana                         | Bogdan Lucian Aurescu, minister za zunanje zadeve Romunije | Anže Logar, zunanji minister                                                    | Uradni obisk | [ 472 ]                                         |
| 31. marec                                                          | Severna Makedonija | Ljubljana                         | Nikola Dimitrov, namestnik predsednika Vlade Republike Severne Makedonije za evropska vprašanja | Anže Logar, zunanji minister                                                    | Uradni obisk | [ 473 ]                                         |
| 22.–23. april                                                      | Grčija | Ljubljana, Koper, Izola           | Katerina Sakellaropoulou, predsednica Grčije | Borut Pahor, predsednik                                                         | Uradni obisk in ob enem prvi obisk grške predsednice v tujini po njeni izvolitvi. | [ 474 ] [ 475 ]                                 |
| 26. april                                                          | Švedska | Ljubljana                         | Ann Linde, ministrica za zunanje zadeve | Anže Logar, zunanji minister                                                    | Uradni obisk | [ 476 ]                                         |
| 30. april                                                          | Japonska | Ljubljana                         | Tošimicu Motegi, minister za zunanje zadeve | Anže Logar, zunanji minister                                                    | Uradni obisk | [ 477 ]                                         |
| 4. maj                                                             | Belorusija | Ljubljana                         | Svetlana Tihanovska, beloruska opozicijska voditeljica | Anže Logar, zunanji minister                                                    | Obisk | [ 478 ]                                         |
| 4. maj                                                             | Turčija | Ljubljana                         | Mevlüt Çavuşoğlu, zunanji minister Turčiije | Anže Logar, zunanji minister                                                    | Uradni obisk | [ 479 ]                                         |
| 25. maj                                                            | Srbija | Ljubljana                         | Nikola Selaković, zunanji minister Srbije | Anže Logar, zunanji minister                                                    | | [ 480 ]                                         |
| 26. maj                                                            | Kitajska | Ljubljana                         | Jang Džječi, vodja kabineta Centralnega sveta za zunanjo politiko Ljudske republike Kitajske in člana političnega urada Centralnega komiteja komunistične partije Kitajske |                                                                                 | Sprejem | [ 481 ]                                         |
| 28. maj                                                            | Črna gora | Ljubljana                         | Zdravko Krivokapić, predsednik vlade Črne gore | Janez Janša, predsednik vlade                                                   | | [ 482 ]                                         |
| 30. maj                                                            | Nemčija Portugalska | Brdo pri Kranju                   | Frank Walter Steinmeier, predsednik Nemčije Marcelo Rebelo de Sousa, predsednik Portugalske | Borut Pahor, predsednik                                                         | Srečanje predsednikov Slovenije, Nemčije in Portugalske, ki v triu skupaj predsedujejo Svetu Evropske unije.                                                                                      | [ 483 ] [ 484 ]                                 |
| 31. maj–1. junij                                                   | Portugalska | Ljubljana, Kranj, Brdo pri Kranju | Marcelo Rebelo de Sousa, predsednik Portugalske | Borut Pahor, predsednik                                                         | Na dvodnevnem uradnem obisku v Sloveniji se je mudil portugalski predsednik. To je drugi obisk portugalskega predsednika v Republiki Sloveniji.                                                   | [ 485 ] [ 486 ]                                 |
| 8.–9. junij                                                        | Švica | Ljubljana                         | Guy Parmelin, predsednik Švicarske konfederacije in minister za gospodarstvo, izobraževanje in raziskave | Borut Pahor, predsednik                                                         | Dvodnevni obisk predsednika Švicarske konfederacije v Republiki Sloveniji. | [ 487 ]                                         |
| 28. junij                                                          | Nemčija | Ljubljana                         | Annegret Kramp-Karrenbauer, obrambna ministrica Nemčije | Matej Tonin, minister za obrambo                                                | | [ 488 ]                                         |
| 30. junij                                                          | Kolorado | Ljubljana                         | Laura Clellan, poveljnica Nacionalne garde Kolorada |                                                                                 | | [ 489 ]                                         |
| 6. julij                                                           | Evropsko računsko sodišče | Ljubljana                         | Klaus-Heiner Lehne, predsednik računskega sodišča |                                                                                 | |                                                 |
| 15. julij                                                          | Avstrija Hrvaška | Kostanjevica na Krki              | Alexander Van der Bellen, predsednik Avstrije Zoran Milanović, predsednik Hrvaške | Borut Pahor, predsednik                                                         | Tradicionalno srečanje treh predsednikov | [ 219 ]                                         |
| 25. avgust                                                         | Malta | Ljubljana                         | Evarist Bartolo, minister za zunanje in evropske zadeve | Anže Logar, zunanji minister                                                    | Sprejem malteškega zunanjega ministra ob njegovem uradnem obisku v Sloveniji. | [ 490 ]                                         |
| 25. avgust                                                         | Združene države Amerike | Ljubljana                         | Richard Shelby, senator Mike Crapo, senator John Cornyn, senator Deb Fischer, senatorka John Kennedy, senator Roger Marshall, senator | Borut Pahor, predsednik                                                         | Sprejem delegacije senatorjev Združenih držav Amerike, ki so v Republiki Sloveniji na obisku ob dnevu slovensko-ameriškega prijateljstva.                                                         | [ 491 ]                                         |
| 29. september                                                      | Latvija | Ljubljana                         | Egils Levits, predsednik Latvije | Borut Pahor, predsednik                                                         | Uradni obisk latvijskega predsednika |                                                 |
| 5. oktober                                                         | Nemčija | Brdo pri Kranju                   | Angela Merkel, kanclerka Nemčije | Janez Janša, predsednik vlade                                                   | Odlikovanje Angele Merkel z redom za izredne zasluge | [ 492 ]                                         |
| 14. oktober                                                        | Slovaška | Ljubljana                         | Zuzana Čaputova, predsednica Slovaške | Borut Pahor, predsednik                                                         | Uradni obisk slovaške predsednice. | [ 493 ]                                         |
| 18. oktober                                                        | Hrvaška | Ljubljana                         | Zoran Milanović, predsednik Hrvaške | Borut Pahor, predsednik                                                         | Odkritje spomenika Ljudevita Gaja v Ljubljani. | [ 230 ]                                         |
| 21. oktober                                                        | Italija | Nova Gorica                       | Sergio Mattarella, predsednik Italije | Borut Pahor, predsednik                                                         | Obisk italijanskega in slovenskega predsednika v Gorici in Novi Gorici. | [ 231 ]                                         |
| 15. oktober                                                        | Gruzija | Ljubljana                         | David Zalkaliani, podpredsednik vlade in zunanji minister | Anže Logar, zunanji minister                                                    | Sprejem gruzijskega zunanjega ministra in podpredsednika vlade ob njegovem uradnem obisku v Sloveniji.                                                                                            | [ 494 ]                                         |
| 4. november                                                        | Katar | Ljubljana                         | Mohamed Jasim Al Tani, podpredsednik vlade in zunanji minister | Anže Logar, zunanji minister                                                    | Sprejem katarskega zunanjega ministra in podpredsednika vlade ob njegovem uradnem obisku v Sloveniji.                                                                                             | [ 495 ]                                         |
| 18. november                                                       | Švica | Ljubljana                         | Ignazio Cassis, zvezni zunanji minister Švice | Anže Logar, zunanji minister                                                    | Sprejem zunanjega ministra Švicarske konfederacije ob njegovem uradnem obisku v Sloveniji. | [ 496 ]                                         |
| 1. december                                                        | Črna gora | Ljubljana                         | Aleksa Bečić, predsednik skupščine Črne gore | Igor Zorčič, predsednik državnega zbora                                         | Sprejem predsednika črnogorske skupščine. | [ 497 ]                                         |
| 16. december                                                       | Hrvaška | Ljubljana                         | Jadranka Kosor, nekdanja premierka Hrvaške | Borut Pahor, predsednik                                                         | Sprejem nekdanje hrvaške premierke Kosor, s katero je predsednik Pahor kot slovenski premier podpisal arbitražni sporazum.                                                                        | [ 498 ]                                         |
| 2022                                                               | |                                   | |                                                                                 | |                                                 |
| 3. februar                                                         | Latvija | Ljubljana                         | Edgars Rinkēvičs, zunanji minister Latvije | Anže Logar, zunanji minister                                                    | Sprejem latvijskega zunanjega ministra ob njegovem uradnem obisku v Republiki Sloveniji. | [ 499 ]                                         |
| 18. april                                                          | Srbija | Vipava                            | Aleksandar Vučić, predsednik Srbije | Borut Pahor, predsednik                                                         | Delovni obisk srbskega predsednika Vučića. | [ 500 ]                                         |
| 10. maj                                                            | Evropska centralna banka | Ljubljana                         | Christine Lagarde, predsednica Evropske centralne banke |                                                                                 | Sprejem predsednice Evropske centralne banke, ki se je v Sloveniji mudila ob 30. obletnici ustanovitve Banke Slovenije.                                                                           | [ 501 ]                                         |
| 16. maj                                                            | Katar | Ljubljana                         | Tamim bin Hamad Al Thani, emir Katarja | Borut Pahor, predsednik                                                         | Uradni obisk katarskega emirja Al Thanija v Republiki Sloveniji. | [ 502 ]                                         |
| 6. junij                                                           | Avstrija | Ljubljana                         | Alexander Schallenberg, minister za zunanje zadeve | Tanja Fajon, ministrica za zunanje zadeve                                       | Sprejem avstrijskega zunanjega ministra ob njegovem delovnem obisku v Sloveniji. | [ 503 ]                                         |
| 7. junij                                                           | Ukrajina | Ljubljana                         | Olena Kondratjuk, podpredsednica ukrajinske Vrhovne rade | Urška Klakočar Zupančič, predsednica državnega zbora                            | Sprejem ob obisku podpredsednice ukrajinskega parlamenta. | [ 504 ]                                         |
| 4.-5. julij                                                        | Kosovo | Ljubljana                         | Vjosa Osmani-Sadriu, predsednica Kosova | Borut Pahor, predsednik                                                         | Dvodnevni uradni obisk predsednike Kosova v Sloveniji. | [ 505 ]                                         |
| 5. julij                                                           | Albanija | Ljubljana                         | Ilir Meta, predsednik Albanije | Borut Pahor, predsednik                                                         | Sestanek z albanskim predsednikom, ki se je mudil na poslovnem obisku v Sloveniji. | [ 506 ]                                         |
| 11. julij                                                          | Grčija | Ljubljana                         | Andreas I. Pottakis, ombudsman Grčije in predsednik evropske sekcije Mednarodnega inštituta ombudsmanov Pottakisa | Peter Svetina, varuh človekovih pravic                                          | Sprejem grškega obmudsmana in predsednika sekcije Mednarodnega inštituta ombudsmanov Pottakisa med njegovim obiskom v Sloveniji.                                                                  | [ 507 ]                                         |
| 15. julij                                                          | Madžarska | Ljubljana                         | Katalin Novak, predsednica Madžarske | Borut Pahor, predsednik                                                         | Uradni obisk nove madžarske predsednice v Sloveniji. | [ 508 ]                                         |
| 28. avgust                                                         | Islandija | Ljubljana                         | Guðni Thorlacius Jóhannesson, predsednik Islandije Þórdís Kolbrún R. Gylfadóttir, ministrica za zunanje zadeve Islandije | Borut Pahor, predsednik                                                         | Na uradnem obisku v Sloveniji se je mudil predsednik Islandije Johanneson, v njegovi delegaciji je bila tudi zunanja ministrica. Med drugim sta predsednika v Bohinju odkrila klop prijateljstva. | [ 509 ] [ 510 ]                                 |

## Galerija
- Pahor in argentinski predsednik Mauricio Macri.
- Z ruskim predsednikom Vladimirjem Putinom. (2017)
- Vladimir Putin v Sloveniji.
- Pahor in izraelski predsednik Rivlin (2020)
- Pahor med povabljenci na dan spomine na žrtve holokavsta (Jeruzalem, 2020)